# 高尾山

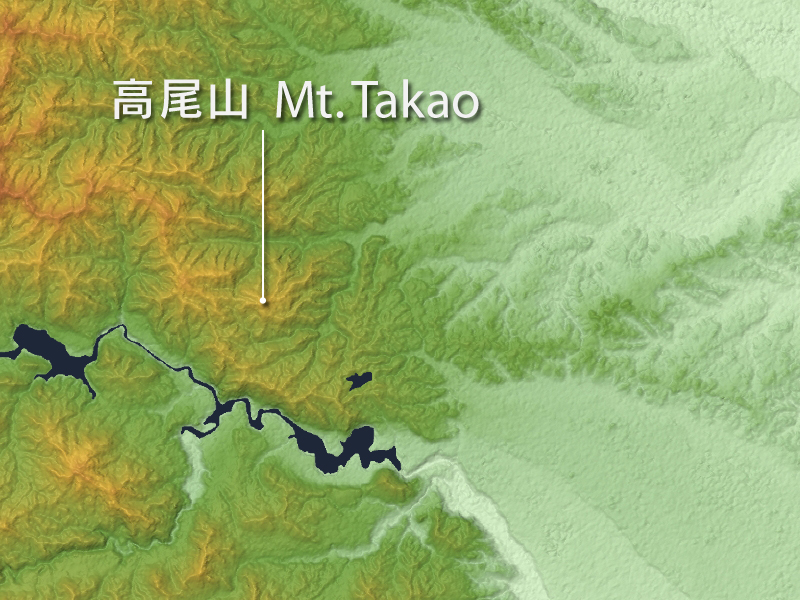
高尾山周辺の地形図

高尾山（たかおさん）は、東京都八王子市にある標高599メートル（m）の山。明治の森高尾国定公園及び東京都立高尾陣場自然公園に位置。東京都心から近く、年間を通じて多くの観光客や登山者が訪れる。古くから修験道の霊山とされた。

## 概要

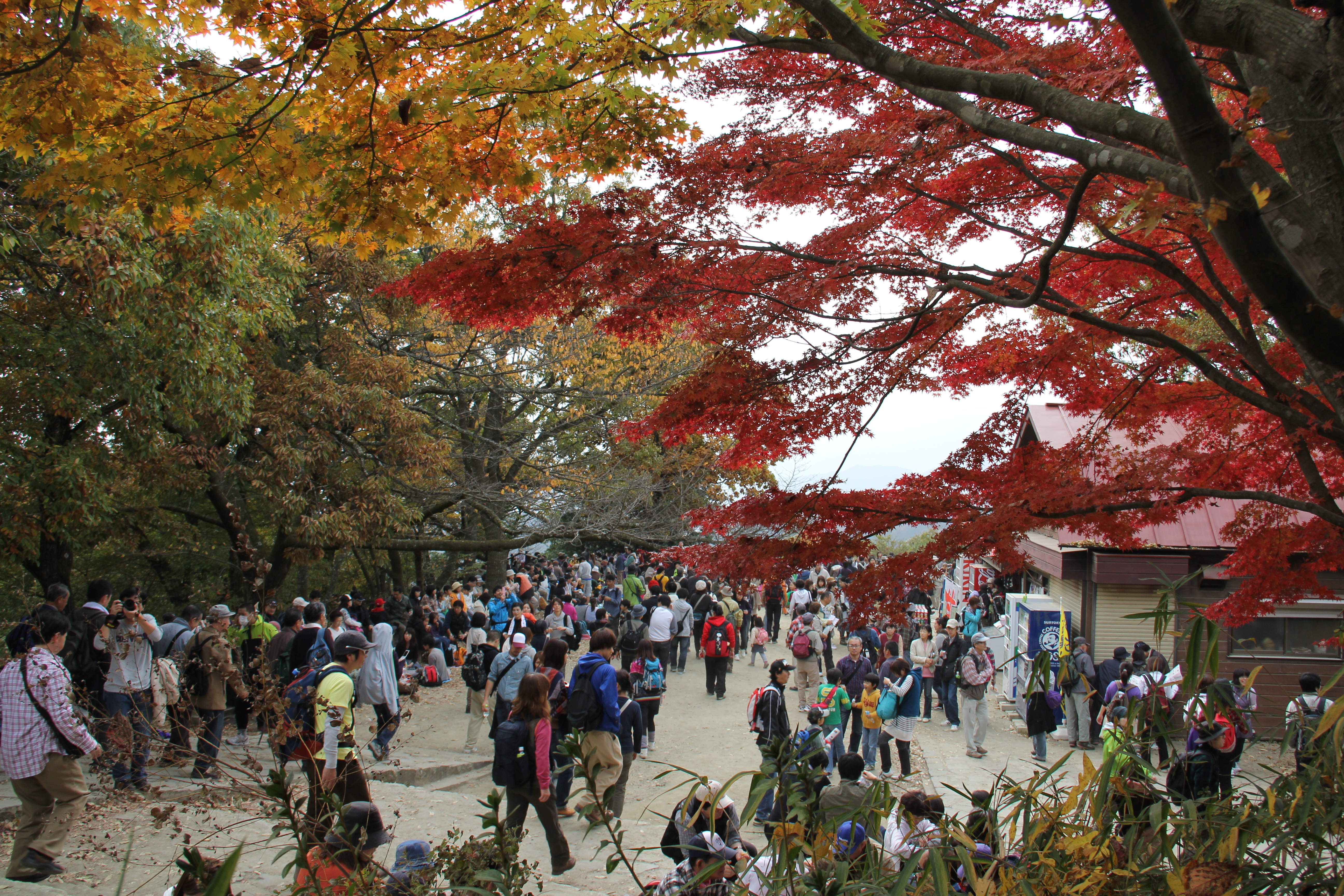
賑わう山頂の広場

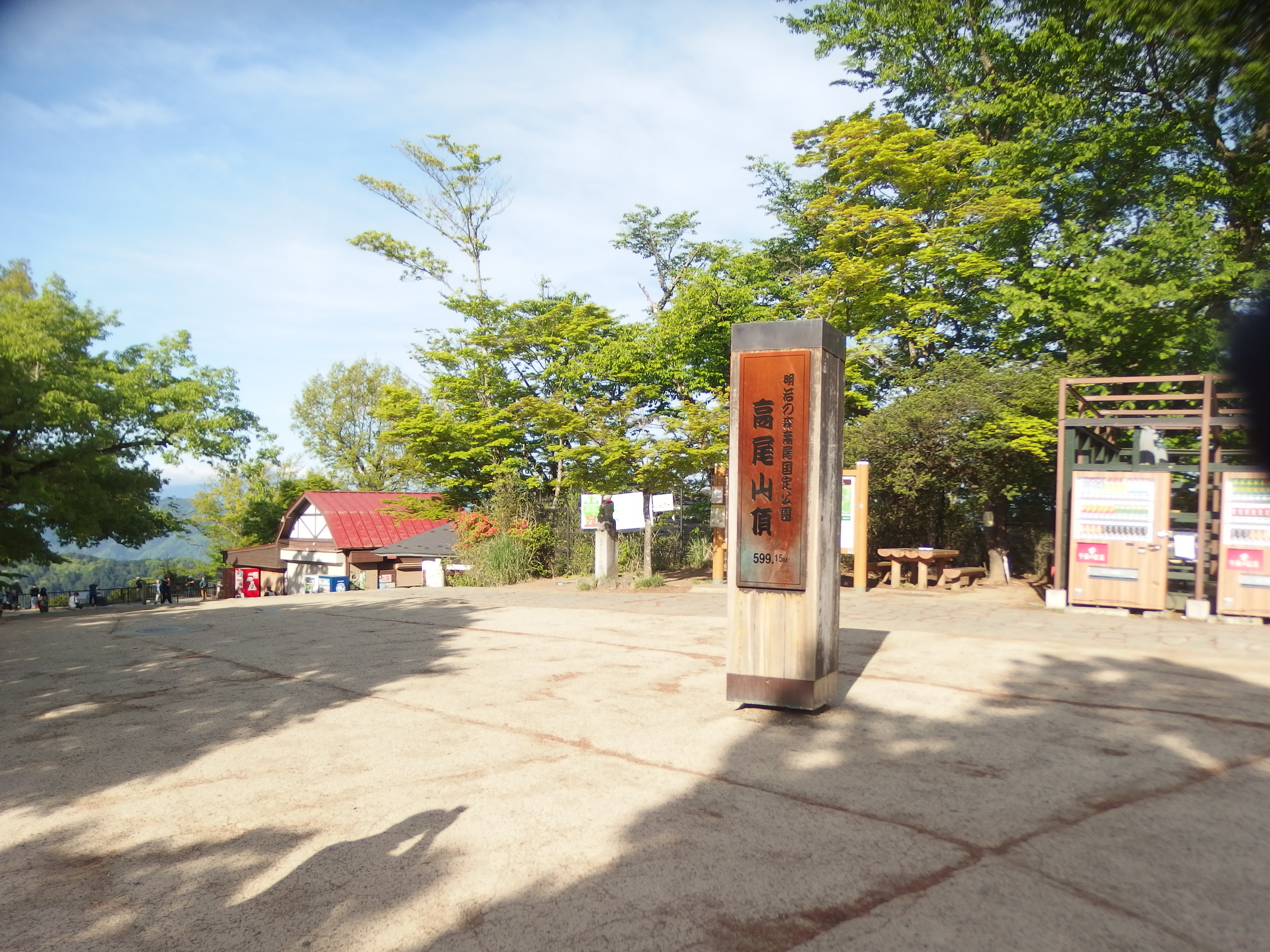
山頂（2023年4月）

関東山地（秩父山地）の東縁に位置する山のひとつ。多摩川水系と相模川水系の分水嶺となっている笹尾根の東端にあって明治の森高尾国定公園に指定されており、キャンプやバーベキュー、植物の採取、鳥類の捕獲などが禁止されている。 2020年に東京都内で初めて「霊気満山 高尾山〜人々の祈りが紡ぐ桑都（そうと）物語〜」として、文化庁が認定する「日本遺産」に認定された。
山頂には展望台や高尾ビジターセンターがあり、全長1,697キロメートル（km）に及ぶ東海自然歩道の起点でもある。山腹には、役行者による大火渡りや滝の修行場で知られる文化財を有する高尾山薬王院がある。
山頂から東側は、八王子市や相模原市などを中心とした関東平野の街並や筑波山、房総半島、江の島まで眺めることができる。また西側には丹沢山地や富士山を見渡せる。冬至の前後数日間には、富士山の真上に太陽が沈むダイヤモンド富士を見ることができる。関東の富士見百景、「八王子八十八景」、東京都の奥多摩山域の代表的な山の一つで、多摩百山に選ばれている。

## 高尾山の街
東京都心部からの交通の便が良いことに加え、ミシュラン観光ガイド「ミシュラン・グリーンガイド・ジャポン」での3つ星評価などの影響もあり、高尾山の人気が近年高まるにつれ、東側の山麓にあり高尾山の正面玄関である京王電鉄高尾線・高尾山口駅の周辺で、観光施設の集積が進んでいる。
中腹には、高尾山ケーブルカーを運行する高尾登山電鉄の運営によるさる園・野草園、標高500 mの高所にある「高尾山ビアマウント」（ビアガーデンは夏季限定）、高尾山BBQマウント（手ぶらBBQサービスは春秋限定）などの観光施設がある。
また明治以降、高尾山薬王院の参拝客に振る舞ったのが起源のとろろ蕎麦が高尾山の名物となっている。行楽客が減少する冬季のイベントとして、京王電鉄により「高尾山の冬そばキャンペーン」が毎年開催されている。
1971年より毎年春・秋の行楽シーズンのイベントとして、京王電鉄により「高尾山・陣馬山スタンプハイク」が開催されている。オリエンテーリングのパーマネントコースも整備されており、トレイルランブームも相まって競技に興じる人がよく見られる。
2015年、観光案内と高尾山の自然についての啓発などを目的とした博物館「TAKAO 599 MUSEUM」を開設（施設名は山頂の標高599 mより命名。管理者は京王エージェンシー）。また同2015年10月、京王電鉄は高尾山口駅に隣接した日帰り温泉施設「京王高尾山温泉 極楽湯」を開業した。

## 高尾山の地下
山頂から見て東側の地下には、高尾山ケーブルカーの下をくぐる形で、首都圏中央連絡自動車道（圏央道）の「高尾山トンネル」（下り線（南から北方向）1348 m、上り線（北から南方向）1329 m） が南北に通っており、南側には高尾山インターチェンジがある。
圏央道の道路トンネル建設に際しては、自然保護団体や一部の市民から強い反対運動が起こり、建設差し止めを求める「高尾山天狗裁判」が行われた。開通後の現在でも景観保護や地下水脈の保全などへの懸念を指摘する声がある一方で、圏央道開通により道路交通の便が改善されたとして、八王子市民や周辺地域の住民から歓迎する声もあり、賛否両論と言える。詳しくは「#高尾山天狗裁判」の項を参照。

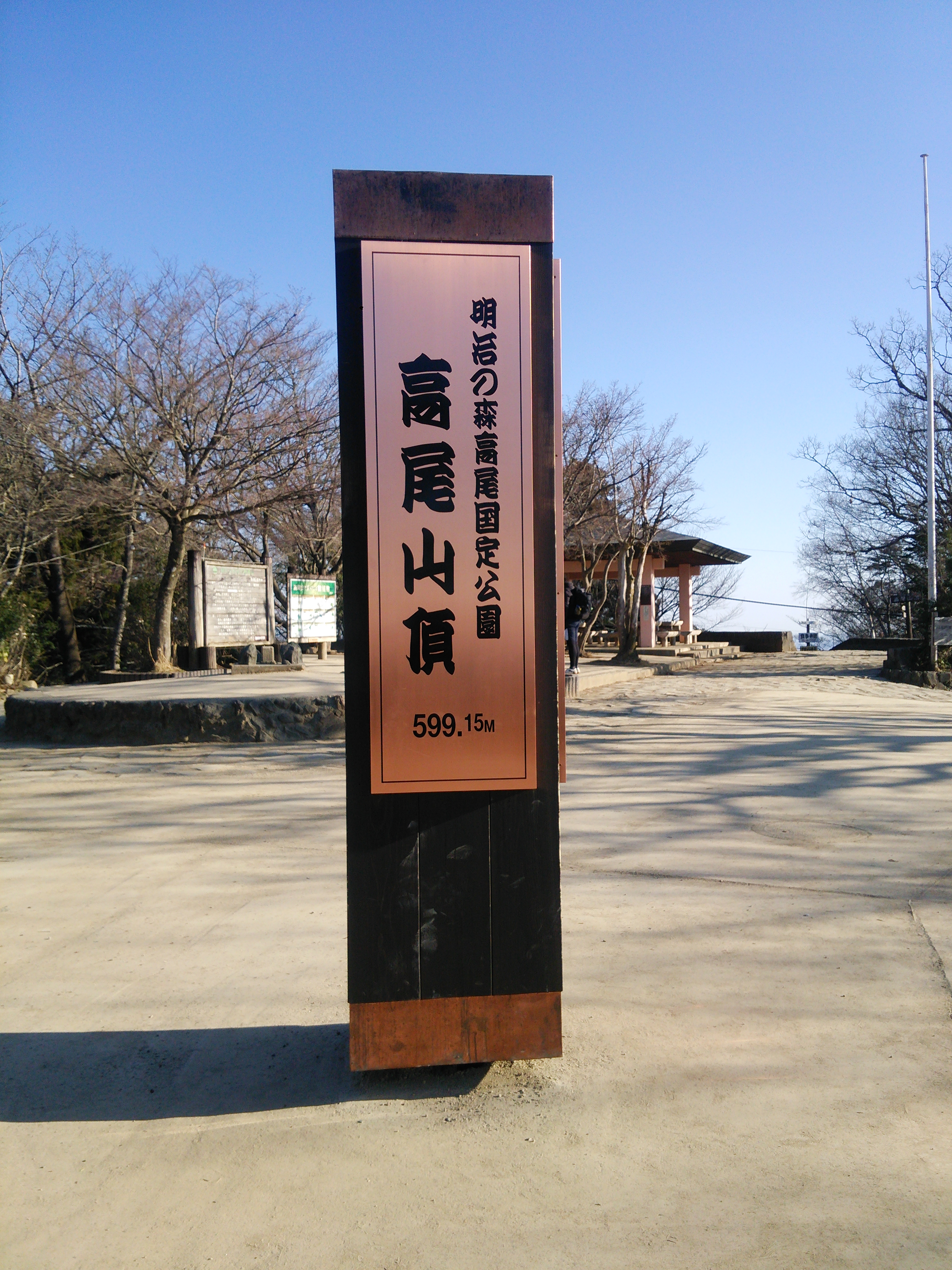
山頂標
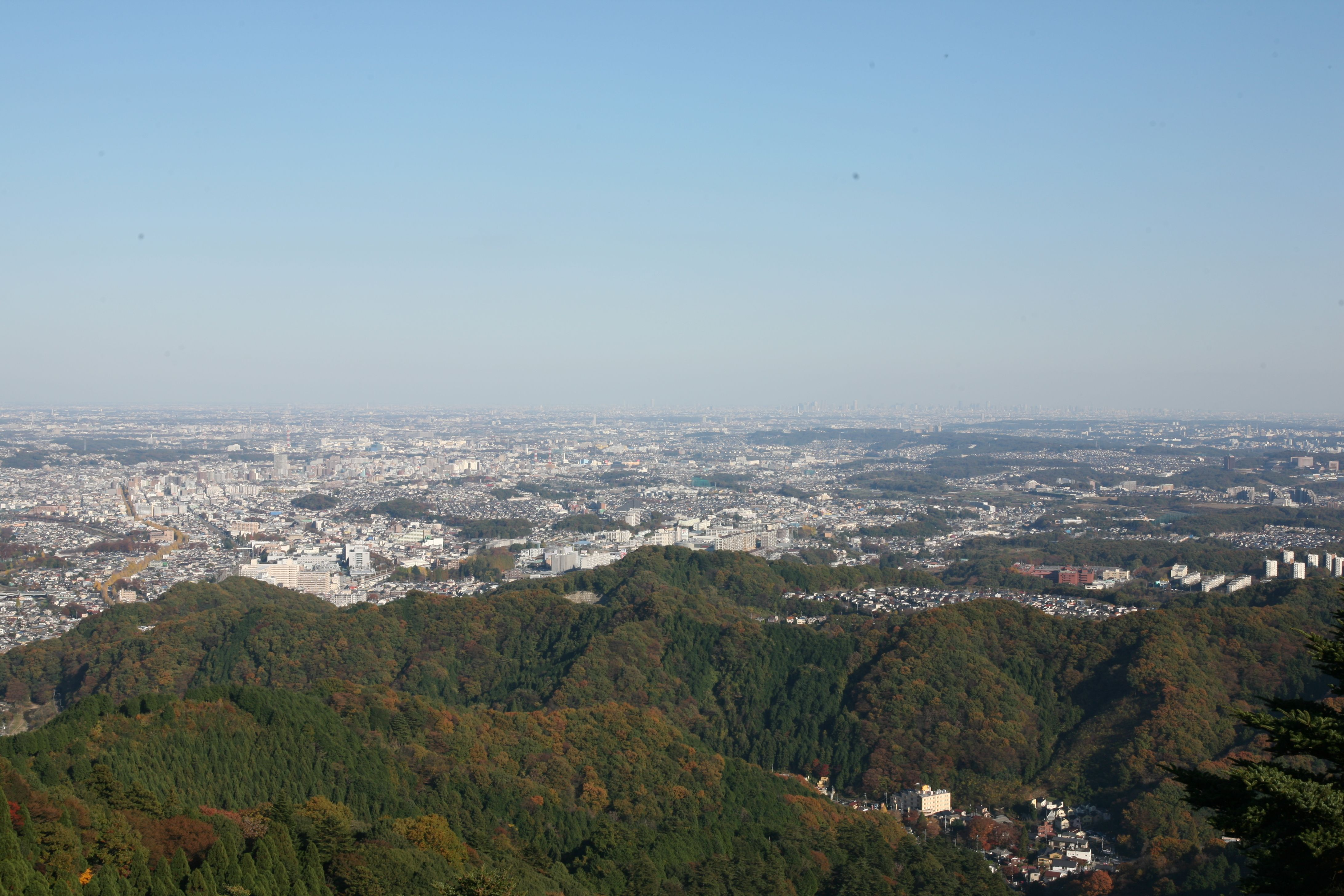
東側の眺望
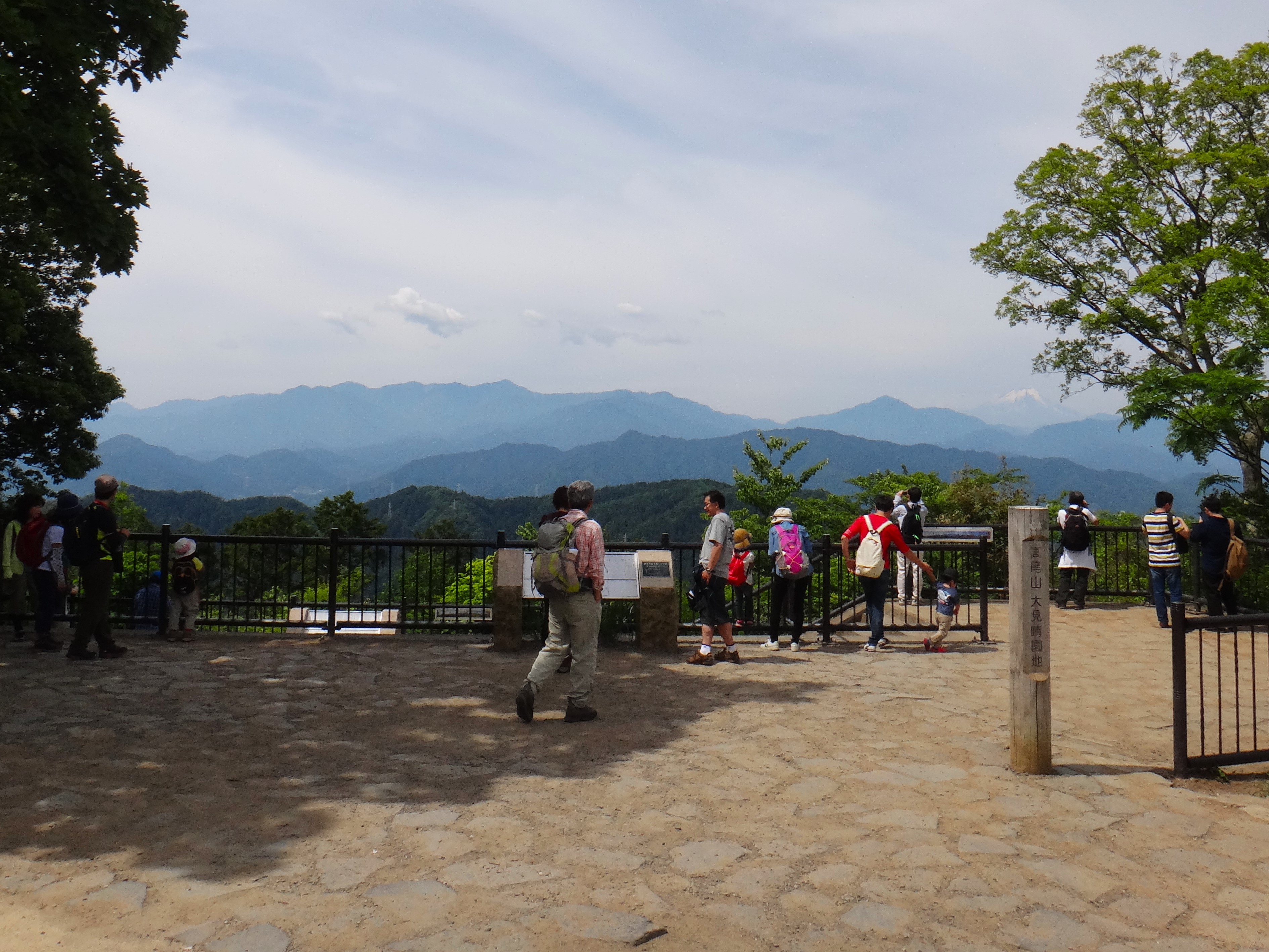
山頂から丹沢山地や富士山
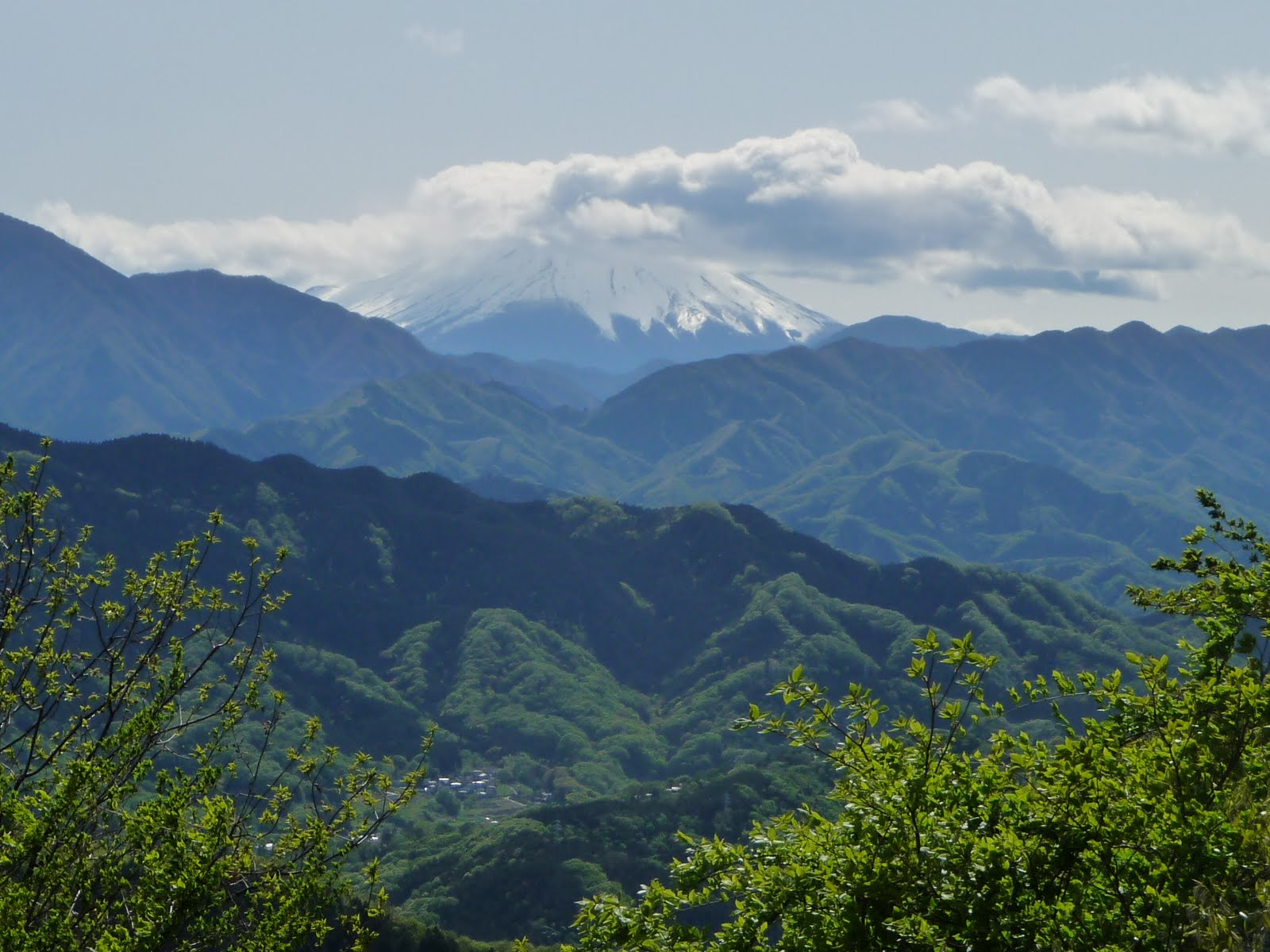
山頂から望む富士山
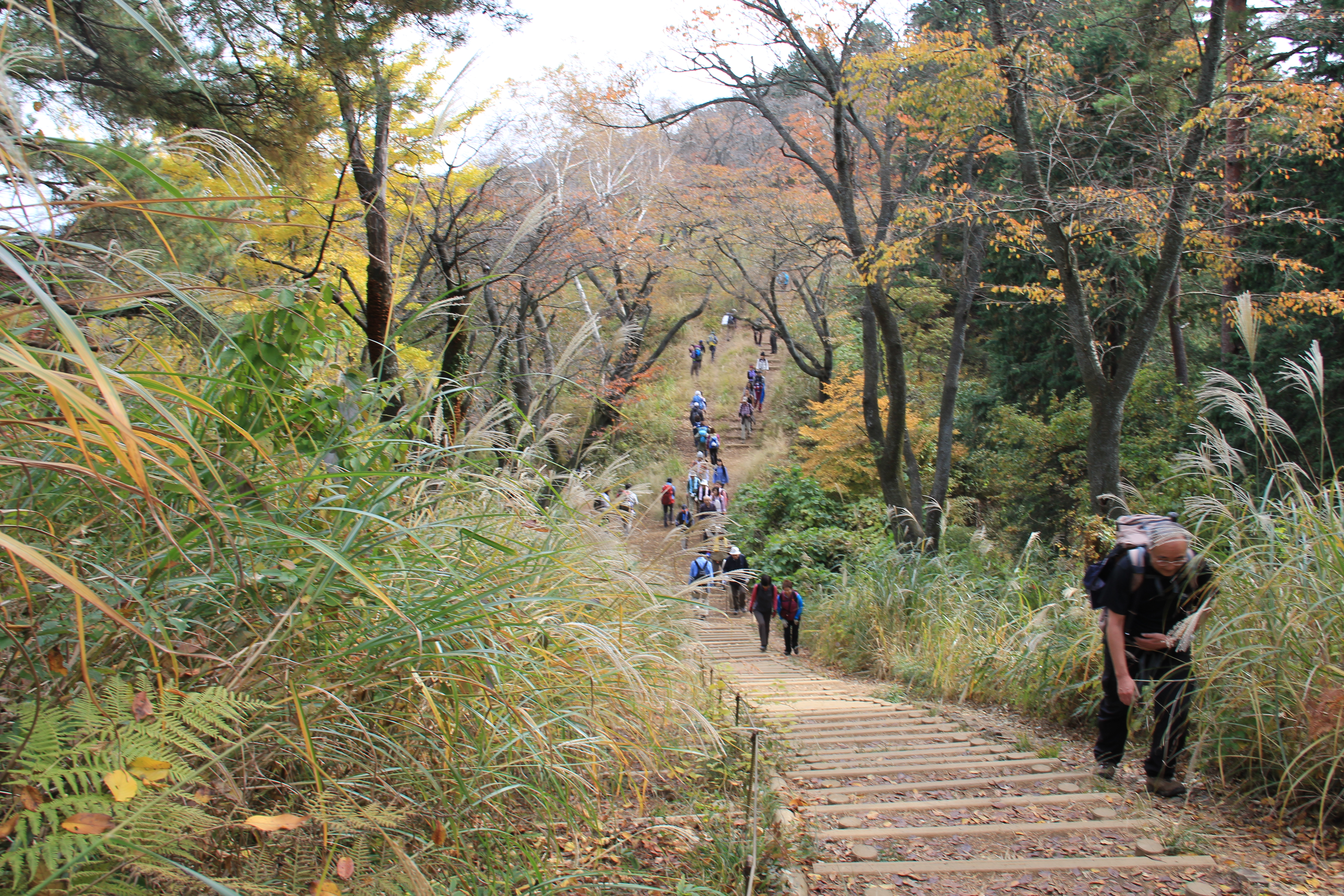
西稜の登山道

## 高尾山の歴史

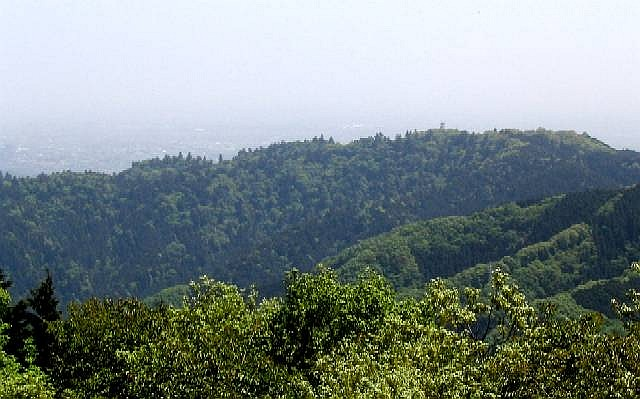
景信山から見た高尾山
右手前は小仏城山

高尾山は東京近郊の行楽地として有名であるが、元来は修験道の霊場であり、真言宗智山派大本山高尾山薬王院有喜寺の寺域となっている。高尾山という名から真言密教の聖地の一つ弘法大師霊場遺迹本山（ゆいせき）・京都の高雄山神護寺に見立てられたこともあり、天然の森林が守られてきた。
中世には、八王子城（慈護寺城）主北条氏康・北条氏照親子がこの山を保護し、氏照による「本山の竹木の伐採を禁じる」という制札が薬王院に残されている。江戸時代には幕府直轄領として八王子代官・大久保長安が山林保護政策をとり、その書状が同じく薬王院に残されている。その後も帝室御料林を経て国有林となり、常に森林が保護されてきた。
明治以降、牧野富太郎をはじめ、多くの研究者により高尾山を最初の発見地として新しい植物が発表されてきた。暖温帯系の照葉樹林帯（カシなどの常緑広葉樹）と冷温帯系の落葉広葉樹林（ブナ・イヌブナ・ナラ・ホオノキなど）・中間温帯林（モミ・ツガなどの針葉樹林）の境界に位置するため植生が豊かであり、都市部に近いわりには自然が良好に保たれている。

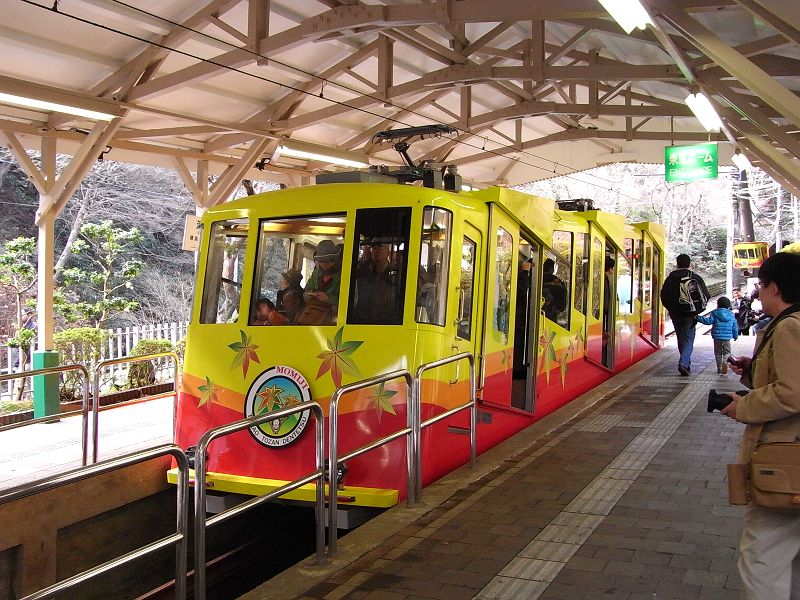
高尾山のケーブルカー

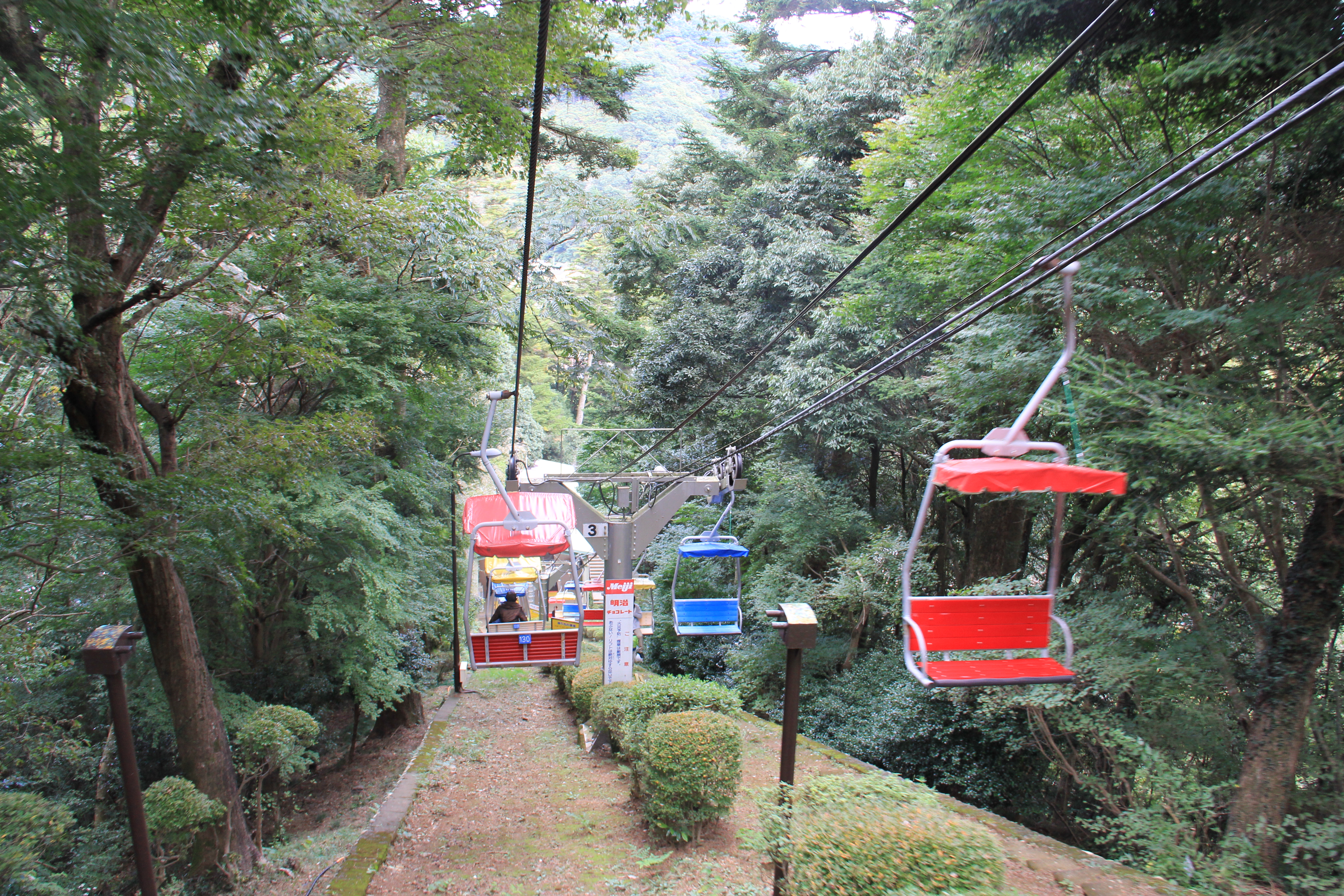
高尾山のリフト

- 744年（天平16年）行基により開山（初登頂）が行われ、高尾山薬王院が創建される。これ以降の歴史は薬王院の項参照。
- 1925年（大正14年）標高の改測にて、2年前の関東大震災による地殻変動の影響で、標高が601.6 mから600.3 mとなる[報 3]。
- 1927年（昭和2年）1月21日 高尾山ケーブルカーが清滝と高尾山の区間で開業した。この年に、日本百景に選定される。
- 1930年（昭和5年）3月29日 武蔵中央電気鉄道線浅川駅前 - 高尾橋間開通。
- 1939年（昭和14年）6月30日 京王電気軌道が武蔵中央電気鉄道線を全線休止。
- 1967年（昭和42年）10月1日 京王帝都電鉄京王高尾線北野駅 - 高尾山口駅間開業。
- 1967年（昭和42年）12月11日 明治の森高尾国定公園に指定される。
- 1972年（昭和47年）標高の改測にて、標高が599.0 mとなる[報 3]。八王子市役所では、標高を600 mに回復させるために登山客に土を入れた袋を渡して山頂に積み上げる発案をしたが、実現されることはなかった[報 3]。
- 1991年（平成3年）標高が 599.15 mに修正される[報 3][国 1]。
- 2005年（平成17年）関東の富士見百景に選定される。
- 2007年（平成19年）から連続して、ミシュランガイドで、最高ランクの“三つ星”の観光地に選出されている[報 2][八 1]。
- 2012年（平成24年）3月25日 首都圏中央連絡自動車道高尾山ICから八王子JCTまでの延長区間2 kmが開通。
- 2014年（平成26年）標高の改測にて、標高が599.30 mに修正される[国 1]。

## 地理

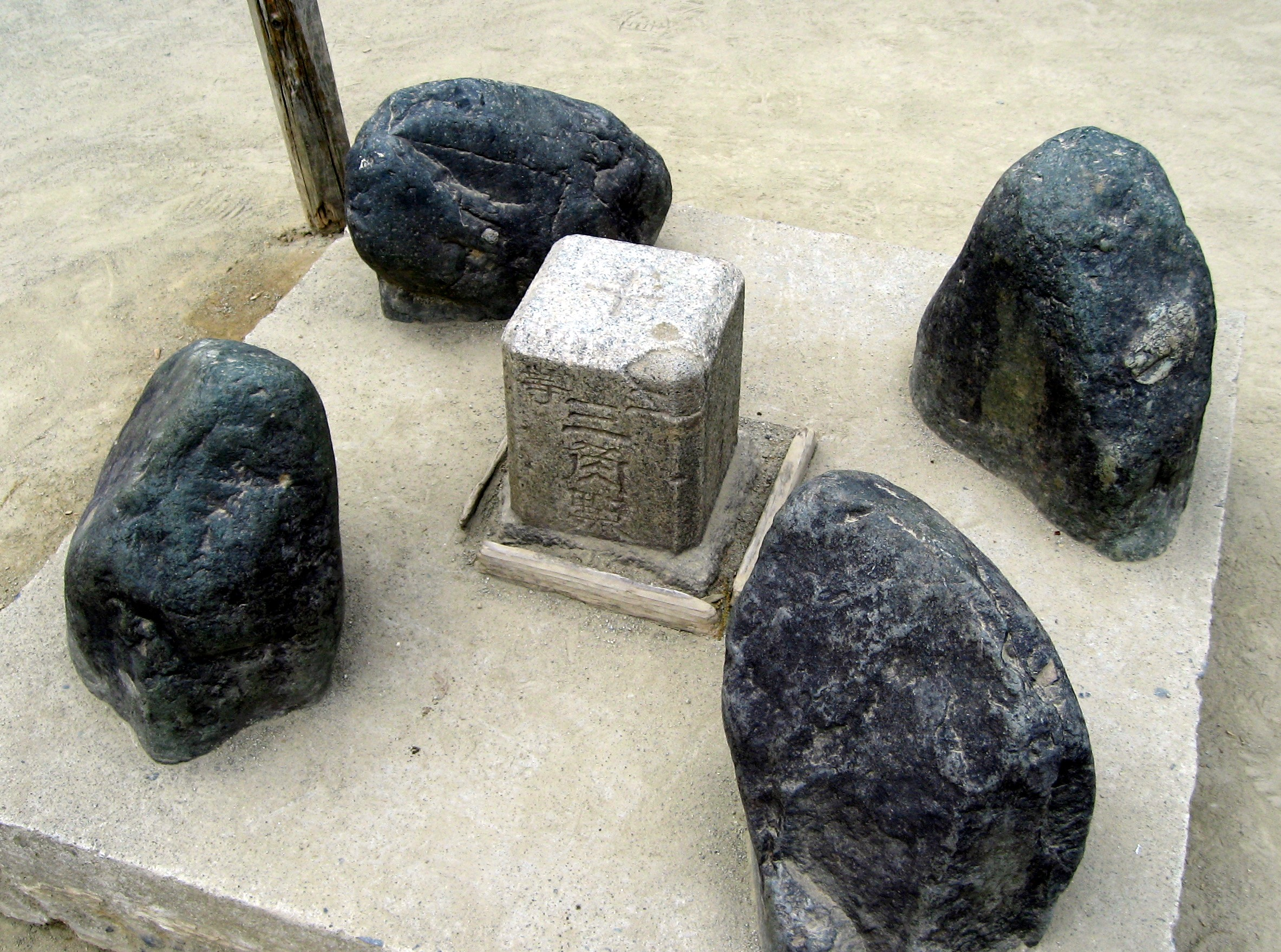
山頂の二等三角点（2009年5月）

### 三角点
二等三角点
- 点名「高尾山」

緯度 35°37′30.5993
経度 139°14′37.0013
標高 599.30 m
所在地 東京都八王子市高尾町高尾山国有林

### 周辺の山
| 山容 | 名称   | 標高 （m） | 三角点 等級 | 高尾山との 距離（km） | 方角   | 備考                               |
| ---- | ------ | ---------- | ----------- | --------------------- | ------ | ---------------------------------- |
|      | 雲取山 | 2,017.09   | 一等        | 37.3                  | 北西   | 日本百名山 東京都最高峰            |
|      | 陣馬山 | 855        | （亡失）    | 7.6                   | 西北西 |                                    |
|      | 高尾山 | 599.30     | 二等        | 0                     |        | ミシュランガイド（三つ星）         |
|      | 丹沢山 | 1,567.06   | 一等        | 18.3                  | 南南西 | 日本百名山                         |
|      | 富士山 | 3,776.24   | 二等        | 55.2                  | 南西   | 日本百名山 日本最高峰 世界文化遺産 |

（参考）三頭山標高（1,531m）の三角点（三等）は東峰に置かれている。奥高尾縦走路、笹尾根の北端。

### 源流の河川
源流となる河川は多摩川水系で、東京湾へ流れる。
- 南浅川（多摩川水系）
- 案内川（南浅川の支流）

## 年間の気候、気温
- 1月：-0.8℃
- 2月：0.5℃
- 3月：4.1℃
- 4月：10.0℃
- 5月：15.0℃
- 6月：17.6℃
- 7月：22.9℃
- 8月：24.8℃
- 9月：21.4℃
- 10月：14.6℃
- 11月：6.9℃
- 12月：1.6℃

## 登山

### 登山者数
高尾山は、東京都心から電車で約1時間という交通アクセスの良さと登山道の歩きやすさや、ケーブルカーなどを使って気軽に登山できることなどから、老若男女問わず登山者数が多い。年間の登山者数は約260万人を超え、世界一の登山者数を誇る。多くの人が山に入れば登山道は荒れ、それに拍車を掛ける老若男女の手にするストックだ。このため土が踏み固められ、草木が生えなくなる裸地化が深刻な問題となっている。この対策として登山道に階段を採用しているので、訪れる登山者には足ごしらえをしておくことを求められている。登山者数が最多であるが故に、山の事故も多い。2023年の警視庁統計によると、富士山での山の事故は93件であるのに対し、高尾山は133件となっている。

### 登山ルート
山頂へは登山道（自然研究路など）が良く整備されており、年齢と体力に応じて各種ルートを組み合わせてハイキングが楽しめる。なお、高尾山の標高は低いが登山口の標高も低いため、標高差は小さくはない。総じて、山頂までの所要時間は全行程徒歩で1時間半から2時間程度である。
各ルートの所要時間
- 1号路（表参道コース）- 登り1時間40分 下り1時間30分（3.8 km）
- 2号路（霞台ループコース）- 1周30分（0.9 km）
- 3号路（カツラ林コース）- 登り1時間 下り50分（2.4 km）
- 4号路（吊り橋コース）- 登り50分 下り40分（1.5 km）
- 5号路（山頂ループコース）- 1周30分（0.9 km）
- 6号路（びわ滝コース）- 登り1時間30分 下り1時間10分（3.3km）
- 稲荷山コース（尾根コース）- 登り1時間30分 下り1時間10分（3.1 km）
（稲荷山コースは、登り一方通行の場合があり）

#### 1号路（表参道コース）

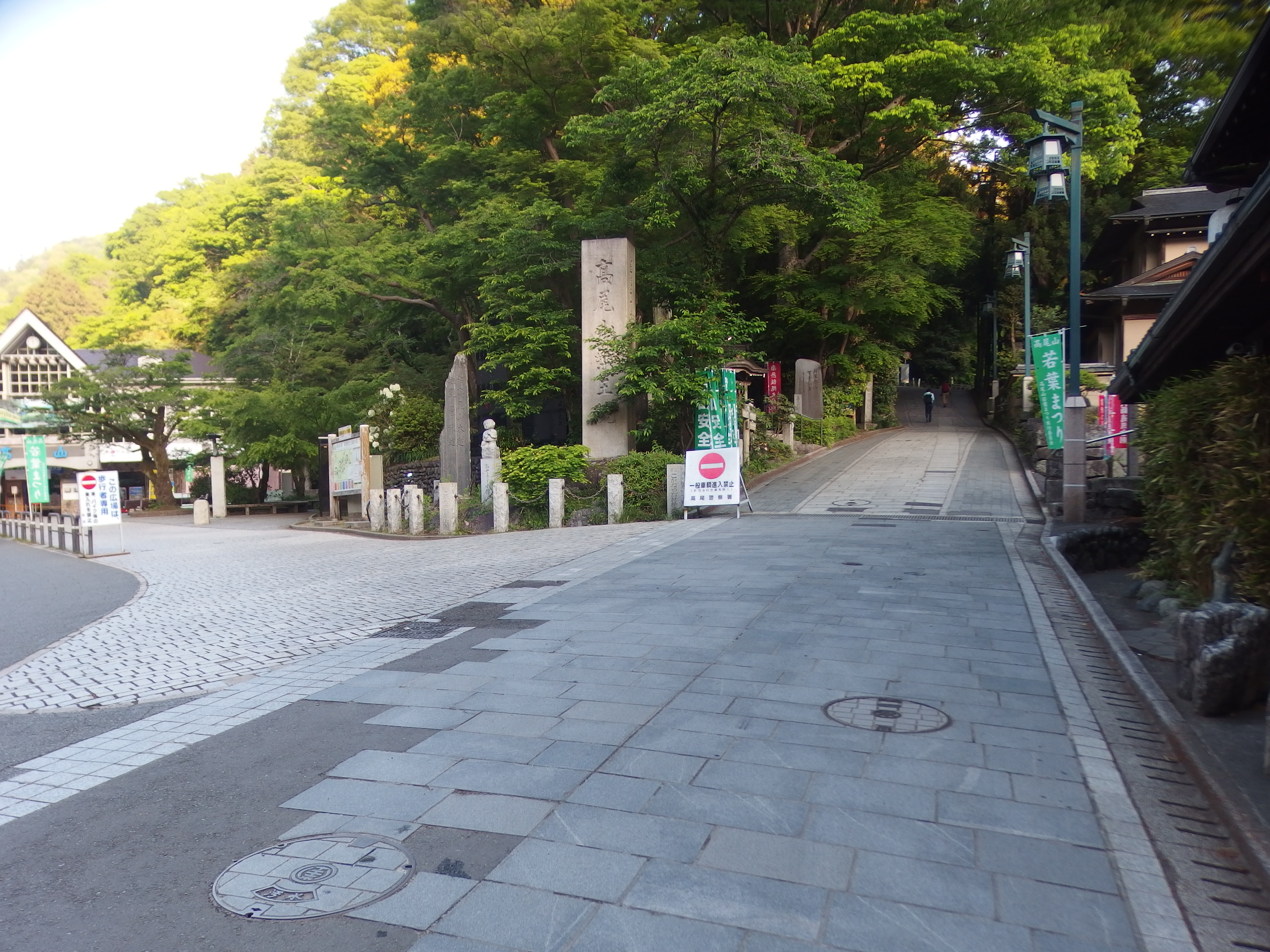
1号路登山口

東海自然歩道にもなっている標準的な登山ルートである。リフト乗り場の北側を進み、山頂駅、薬王院、山頂に至るルート。途中に展望台の金比羅台がある。夕方、リフト、ケーブルカーの営業時間が終了した場合には、このルートを使って下山することとなる。道は石畳舗装、土に触れあいながらハイキングするような登山道ではなく、自動車での資材運搬にも使われるルートである。ケーブルカー山頂駅までの傾斜はきついが、その後は薬王院などを観て歩くことができる。

#### 2号路（霞台ループコース）
ケーブルカーの山頂駅からサル山の南麓、神変堂、浄心門を経て山頂駅へ戻るルートである。

#### 3号路（カツラ林コース）
神変堂の南側から薬王院の南側斜面をたどり山頂へ至るルートである。薬王院そのものは経由しない。終盤、尾根を直登する厳しい箇所がある。南斜面であるため、周囲は暖温帯の照葉樹林が中心だが、山頂近くではモミが密生する中間温帯林となる。

#### 4号路（吊り橋コース）

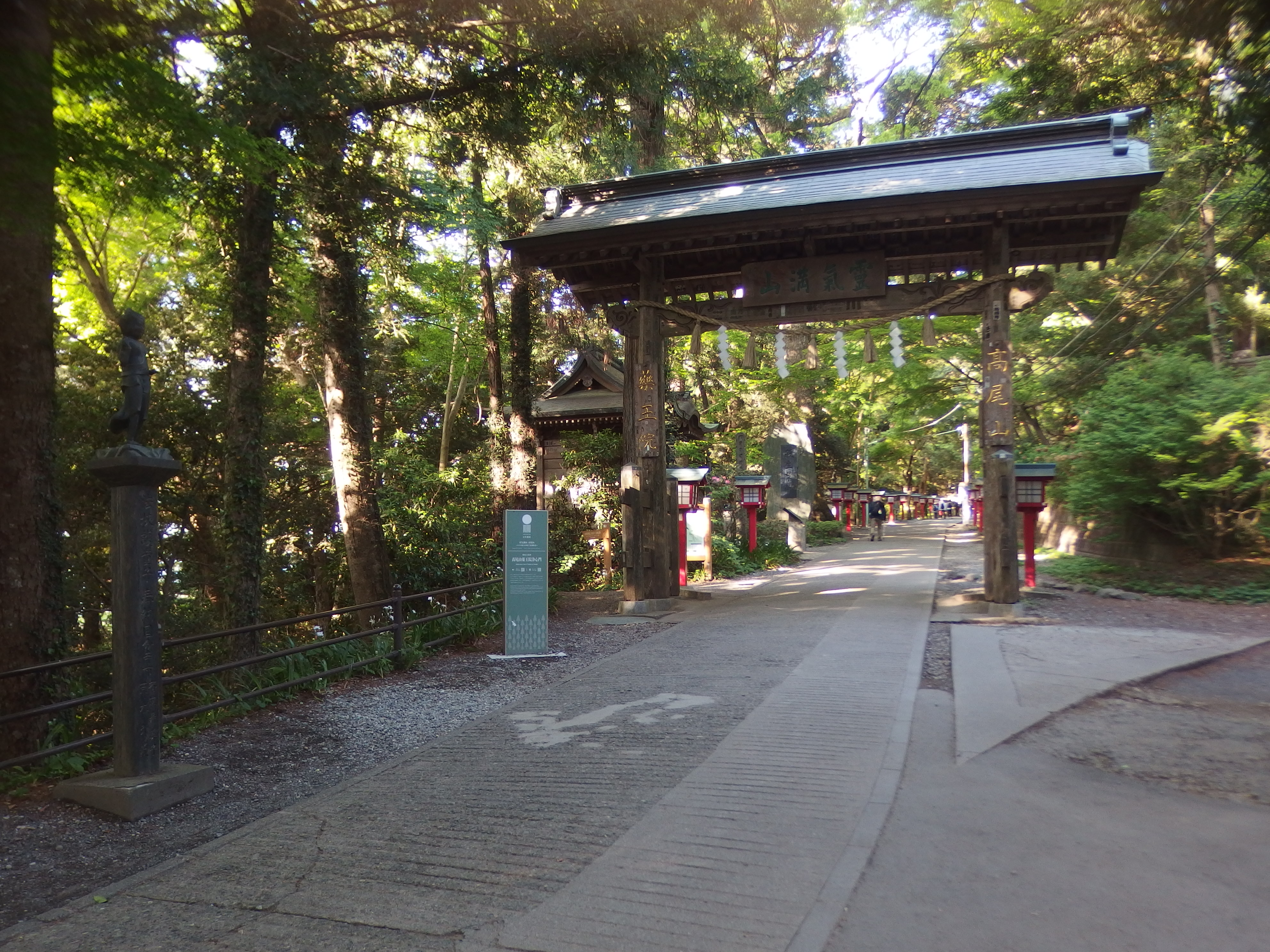
浄心門

浄心門手前から右に分岐するのが4号路。吊り橋を経て山頂に至る。展望はあまり良くないが、1号路に比べ歩く人が少ないため、静かな山歩きが楽しめる。2011年（平成23年）3月現在、一部が登りのみの一方通行である。

#### 5号路（山頂ループコース）
山頂直下を周回するルート。

#### 6号路（びわ滝コース）
途中に琵琶滝を経由するので琵琶滝ルートと呼ぶ。沢沿いを歩くので夏、暑いときに最適なルート。ケーブルカー山麓駅南側の道路をそのまま進んで行き、保養院の手前を左に入る。序盤は楽だが、沢を詰めた後の山頂直下は階段の急登となる。途中に沢の中を飛び石づたいに登る箇所があるが、この飛び石の部分がわかりにくく、道なりに歩いてしまうと稲荷山コースに合流してしまう。ただし、このまま稲荷山コースを登って山頂直下の階段を避けるコース（稲荷山コースの項参照）もある。また、途中の琵琶滝から右手に尾根を上がり、ケーブルカー山頂駅のあたりの霞台で1号路と合流するルート（特にこの部分のみを琵琶滝ルートと呼ぶ場合もある）があるが、途中は急斜面となっている。なお、琵琶滝では有料で滝修行が体験できる。

#### 稲荷山コース（尾根コース）
ケーブルカー山麓駅南側を流れる小川を渡る橋から取り付くルートである。高尾山の南側に伸びる稲荷山の尾根筋を歩くため、尾根の取り付き部だけ登りがあるが、途中標高400m付近の「あずまや」を過ぎると緩やかな登りになる。あずまやのある場所は、冬の天気が良い時期なら筑波山まで遠望できる展望台となっている。あずまやから先はあまりきつい箇所もないが、山頂直下には230余段の階段がある。階段下右手に続く道（5号路の一部）が6号路と3号路を併せた道につながり、山頂へと続く。階段下左に入る道は高尾山周回コースの5号路で、こちらは城山方向への迂回路になっている。ケーブルカーで登って、下りにこのルートを使う人が多く、ガイドブックにも「下りに適した道」と紹介されているが、土がむき出しになって滑りやすい部分が数箇所ある。

#### その他のルート
路線バスを使って裏側から登るルートは、難度や所要時間も多様である。どの登山道も、良く整備されている。
- 高尾駅北口から〈高01〉系統「小仏」行バス[時 1]（京王バス寺田支所が運行）。
  - 「蛇滝ルート」：「蛇滝口」（高尾駅から歩いても30分くらい）から蛇滝を経てケーブルカー山頂駅付近に至る。登り1時間30分 下り40分（1.5km）[TM 1]
  - 「日影沢ルート」：「日影」から日影沢林道を通り、登山道に分岐し「いろはの森（いろは48字を頭文字とする樹木あり）」を抜ける登山道。4号路、1号路に接続する。登り1時間30分 下り50分（1.5km）[TM 2]
  - 「小仏ルート」：「小仏」から小仏峠、城山を経て高尾山に至る。城山まで登り60分 下り1時間10分（2.3km）[TM 3]。城山から高尾山まで登60分 下り1時間10分[TM 4]。毎年3月中旬の土日には8つの梅林で開催されている「高尾梅郷梅まつり」を小仏峠や景信山の下山時に立ち寄る楽しみがある。
- 高尾山口駅から〈八07, 湖29〉系統「相模湖駅」行バス。本数が少ない。（神奈川中央交通が運行）
  - 「大垂水ルート」：大垂水峠にある「大垂水」から西へ、城山を経て高尾山に至る[TM 4]。城山まで登り60分 下り1時間10分（2.3km）[TM 5]。また、「大垂水」から城山とは反対の東方向に進む「南高尾セブンサミッツ」と呼ばれる縦走コースもある[TM 6]。高尾山は、関東ふれあいの道の出発点である。関東ふれあいの道“湖のみち”と呼ばれるルートは、「梅ノ木平」、三沢峠、大洞山、大垂水峠、一丁平、高尾山、高尾山口駅である。距離16.2km、所要時間5時間35分である[環 1]。高尾山口駅から一号路を経て一丁平、そして南高尾セブンサミットを経て、高尾山口駅に至るコースは、高尾山ハートルートと呼ばれる[6]。

- 相模湖駅から〈湖28〉系統「三ヶ木」行バス。（神奈川中央交通が運行）
  - 「千木良ルート」：「千木良」から城山を経て高尾山に至る。城山まで登り60分 下り40分（5km）[TM 7]。城山から高尾山まで登り1時間 下り50分[TM 4]
- 高尾駅北口から〈美32〉系統「陣馬高原下」行バス[時 2]（西東京バス恩方営業所が運行）。
  - 「陣馬山ルート」：関東ふれあいの道“鳥のみち”と呼ばれ、高尾山口駅から高尾山、城山、小仏峠、景信山、陣馬山、和田峠を経て「陣馬高原下」[時 3]である。距離19.4km、所要時間6時間55分[環 1][環 2][都 2][神 1]。堂所山以外の山頂には売店やトイレがある。陣馬山から高尾山までの間、それぞれの山頂には下山路があるので、1時間から1時間半程度歩けばバス停にたどり着くことができる。

#### 高尾山の奥の山からのルート
高尾山からは、陣馬山を経て 醍醐丸、市道山、臼杵山と続く奥高尾縦走路。陣馬山、醍醐丸、生藤山、熊倉山、大羽根山を経て奥多摩の三頭山まで全行程40kmを超え、標高差の大きい都県境界を行く笹尾根縦走路。丹沢山地の石老山へ向かう東海自然歩道や、日帰りコースに区切られる関東ふれあいの道（別名を首都圏自然歩道）など、人気のある登山コースなので訪れる人も多く、様々な人が行き交う山である。
- 陣馬山 アクセスとしては、陣馬山側はバスの本数が少ないため、（1）藤野駅から「和田」行バス[時 4]（神奈川中央交通：藤野駅~和田線）。「陣馬登山口」から陣馬山に登り、高尾山を経て高尾山口駅に向かった方が、交通の便は良い。陣馬山へは「陣馬登山口」から登り1時間40分・陣馬山から「陣馬登山口」まで下り1時間20分[神 2]。（2）高尾駅から〈美32〉系統「陣馬高原下」行バス[時 2]。「陣馬高原下」から陣馬山に登ることもできる。陣馬山へは「陣馬高原下」から登り1時間20分・陣馬山から「陣馬高原下」まで下り1時間[出 2]。「陣馬高原下」から高尾山口駅までの各ポイント間の所要時間は以下の通り[出 2]。旧陣馬自然公園センター（2015年3月31日で閉館）が筆頭に推奨した陣馬山～高尾山まで所要時間は、4時間30分である[神 3]。高尾山から高尾口駅への6号路もしくは稲荷山コース利用した場合の所要時間は、下り1時間10分・登り1時間30分[鉄 7]。

|        |   |        |    | 東方向（高尾山方面） |  | 西方向（陣馬山方面） |
| ------ | - | ------ | -- | -------------------- |  | -------------------- |
| 陣馬山 | - | 堂所山 | ： | 1時間10分            |  | 1時間20分            |
| 堂所山 | - | 景信山 | ： | 1時間                |  | 50分                 |
| 景信山 | - | 城山   | ： | 55分                 |  | 1時間                |
| 城山   | - | 高尾山 | ： | 50分                 |  | 1時間                |

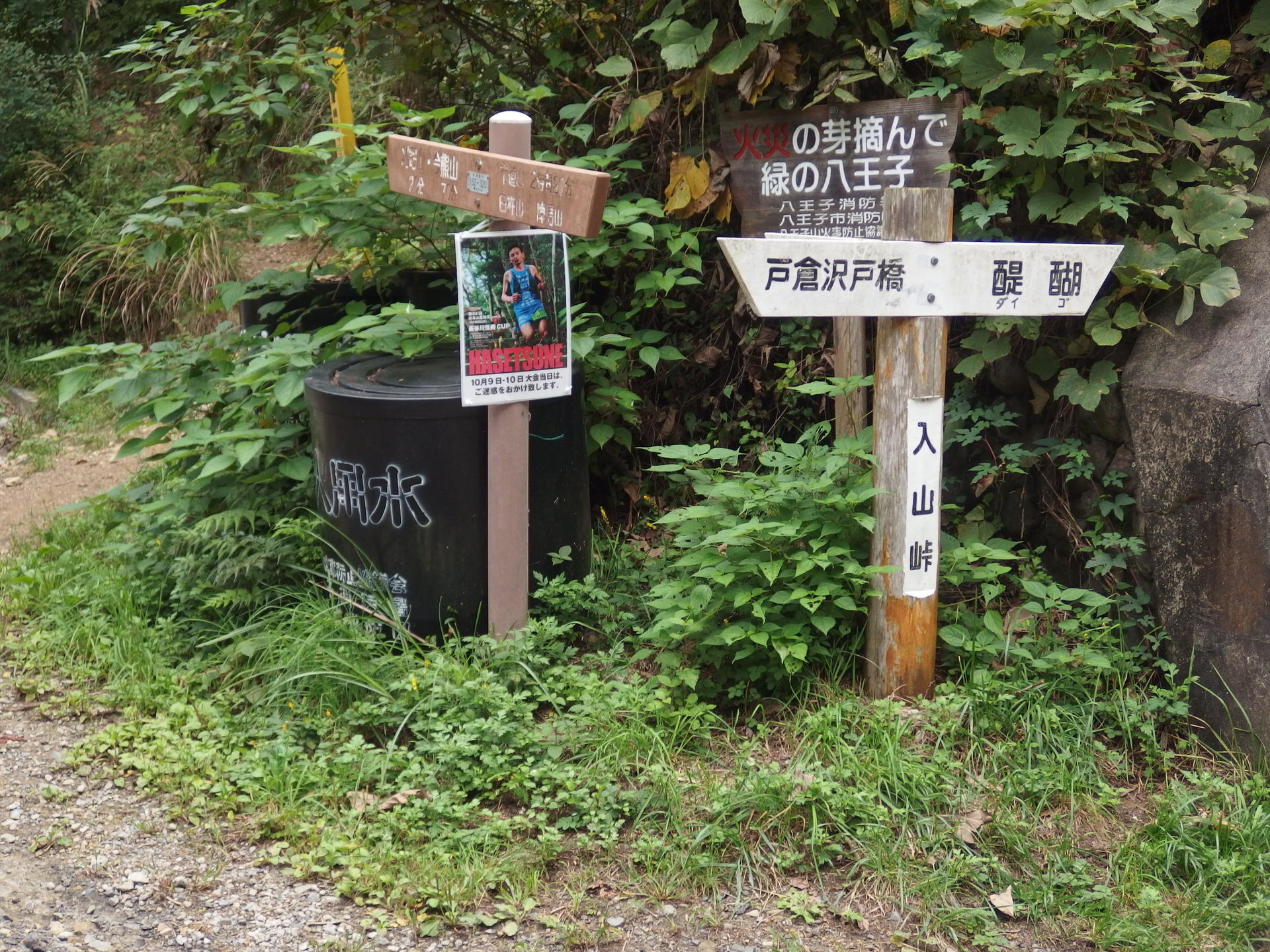
入山峠（八王子市、2016年9月）

- 市道山（吊り尾根） （1）この山は日本山岳耐久レース奥多摩山域（71.5km）に組み込まれている。『八王子八峰登山大会』のルートは、八王子駅北口か京王八王子駅から（西東京バス）「川口経由武蔵五日市駅」行バス[時 5]。今熊バス停～今熊山～刈寄山～市道山～醍醐丸～陣馬山～景信山～城山～高尾山～高尾山口駅である。距離32.5km、所要時間10時間である[報 4]。「今熊山登山口」からミツバツツジの咲き誇る今熊山[八 2][7]、刈寄山[8]、入山峠、市道山～醍醐丸を経て和田峠・陣馬山から「陣馬高原下」[時 3]に至る。刈寄山へは「今熊山登山口」から登り1時間45分・刈寄山から「今熊山登山口」まで下り1時間15分。（2）武蔵五日市駅から（西東京バス）「数馬」または「払沢の滝入口」、「藤倉」行バス[時 6]で溪谷BBQの「荷田子（にたご）」。登山口から戸倉三山で眺め抜群と称される臼杵山と市道山を経て、陣馬山に至る。（3）武蔵五日市駅から（西東京バス）「数馬」行バス[時 6]。「笹平（ささだいら）」から小坂志川を渡り市道山。醍醐丸を経て、陣馬山から「陣馬高原下」[時 3]まで歩くことができる。
- 生藤山（笹尾根） 関東ふれあいの道“富士見のみち”と呼ばれるルートは、高尾駅から〈美32〉系統「陣馬高原下」行バス[時 2]。「陣馬高原下」、和田峠、醍醐丸、生藤山、熊倉山、浅間峠、「上川乗」[時 7]である。距離14.7km、所要時間5時間35分である[環 1]。生藤山はそのルート上にあってアクセスとしては、生藤山側はバスの本数が少ないため、（1）藤野駅から「和田」行バス[時 4]。「鎌沢入口」から三国山、生藤山を経て陣馬山～高尾山口駅までの奥多摩縦走の距離24.2km、タイム7時間47分である。旧陣馬自然公園センターが二番目に推奨した陣馬自然公園センター～生藤山～和田峠まで所要時間は、4時間40分である[神 3]。（2）生藤山とその200m先にある3都県上に位置する三国山（みくにさん）も、上野原駅から「井戸」行バス[時 8]（富士急山梨バス）。「井戸」から三国山（別名三国峠）に登り和田峠、高尾山まで歩くことができる。旧陣馬自然公園センターが推奨した時短コースは、和田峠～連行峰～三国山（生藤山）～軍刀利神社（ぐんだりじんじゃ）～井戸バス停[時 8]まで所要時間は、3時間50分である（和田峠まではタクシー利用）[神 3]。（3）三国山（みくにさん）も、上野原駅から「井戸」行バス[時 8]（富士急山梨バス）。「石楯尾神社前」から三国山（別名三国峠）に登り和田峠、高尾山まで歩くことができる。

井戸バス停から
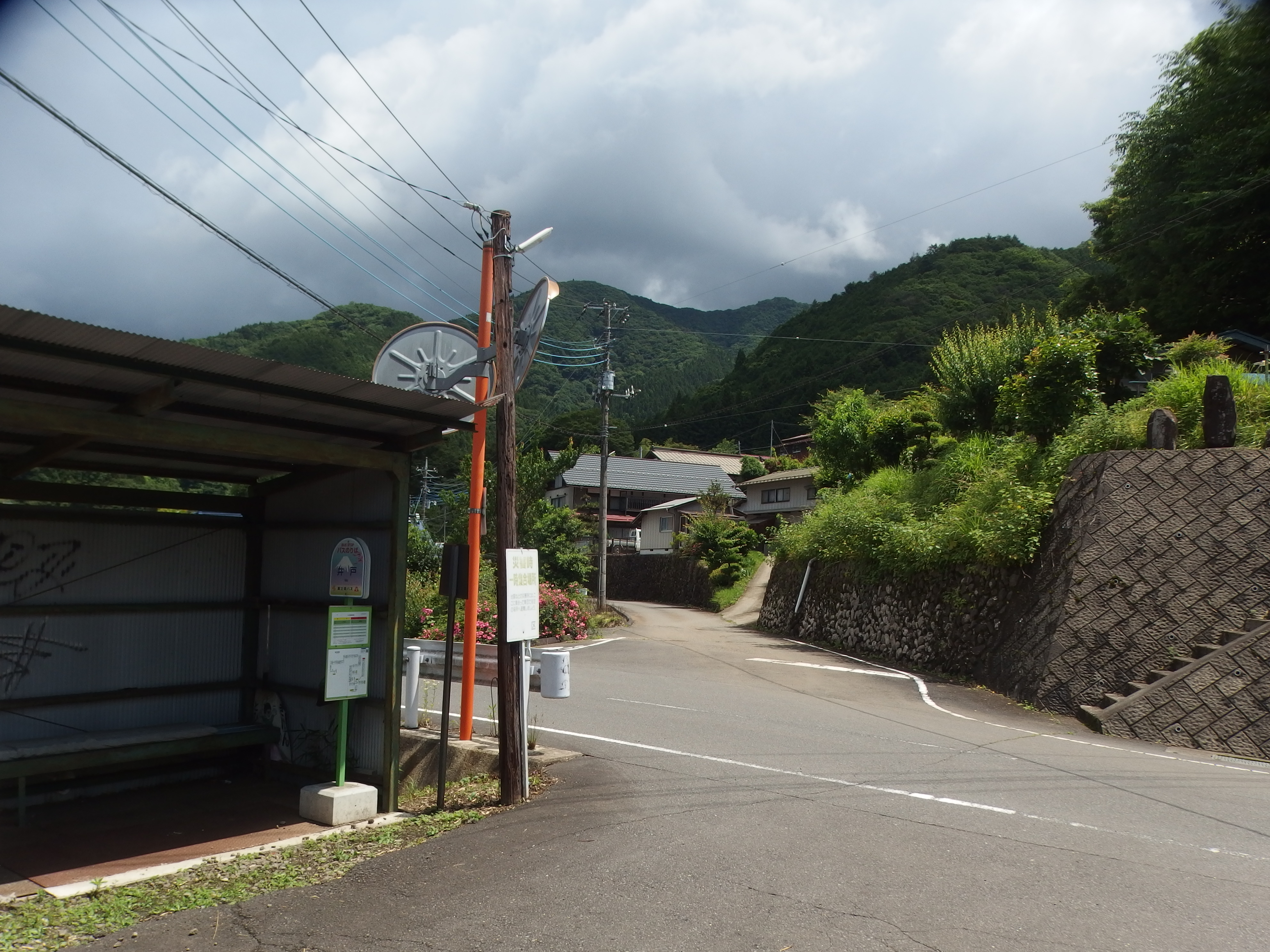
井戸バス停留所。左手に富士。
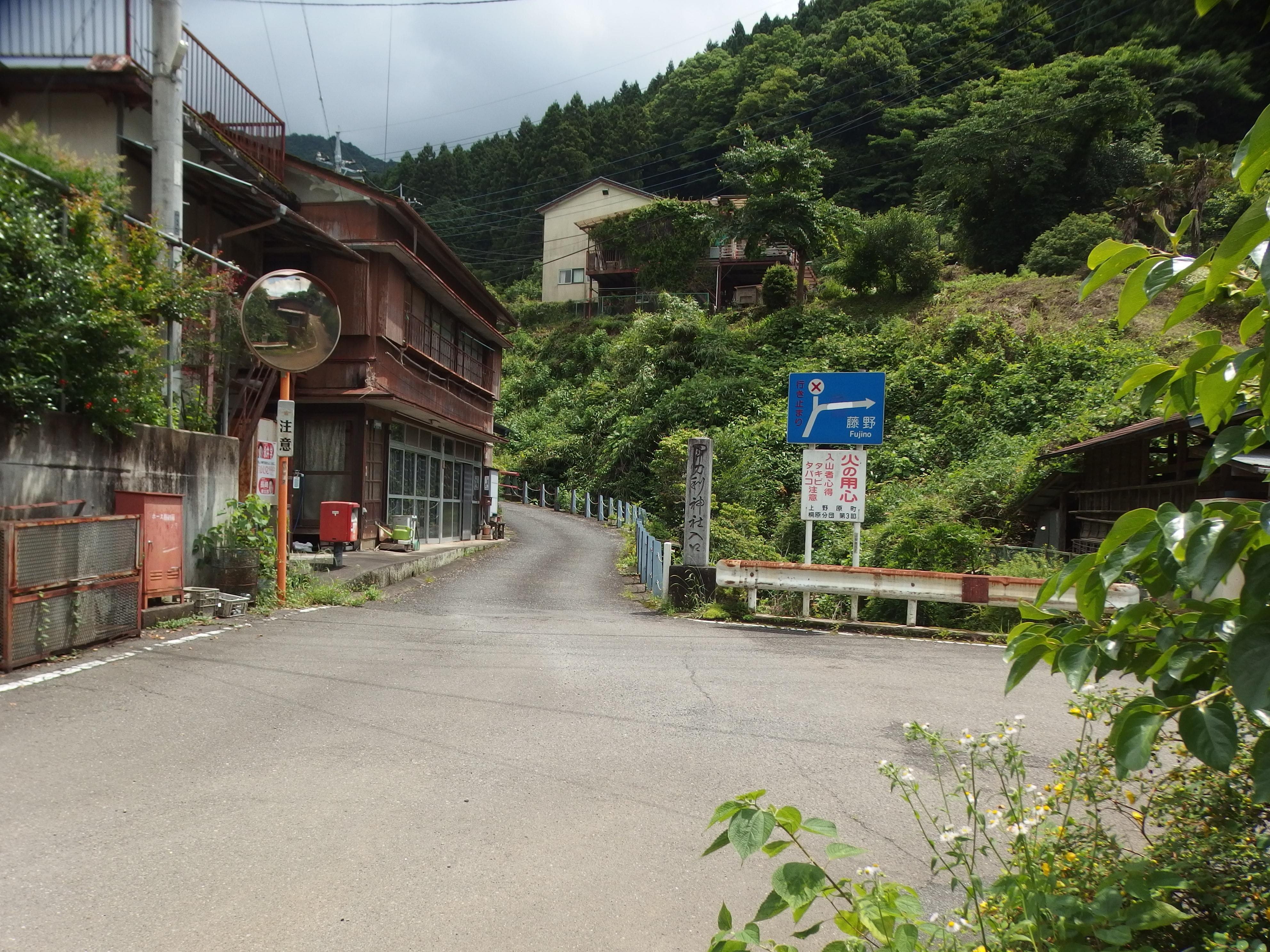
軍刀利神社参道入口
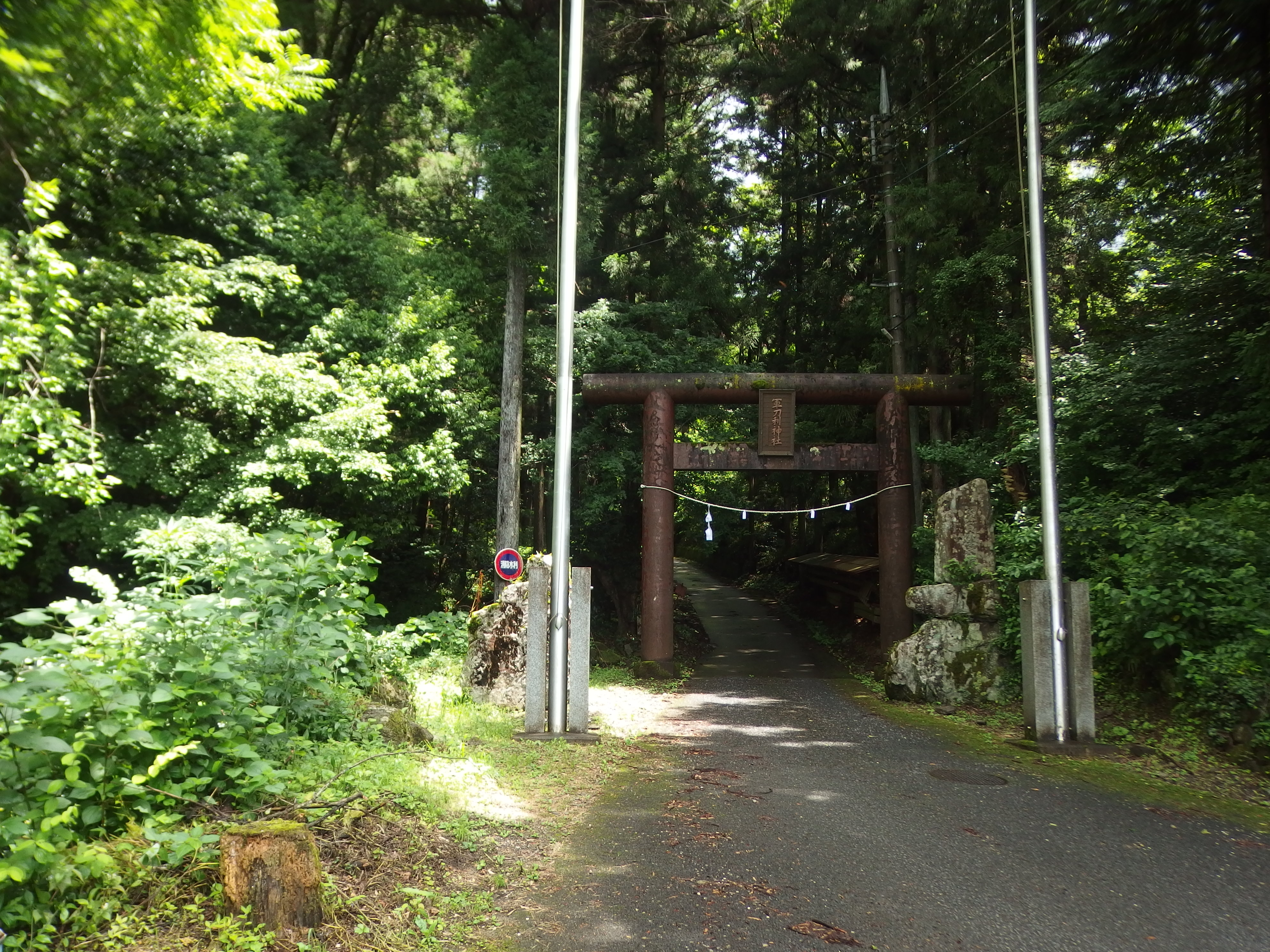
一の鳥居
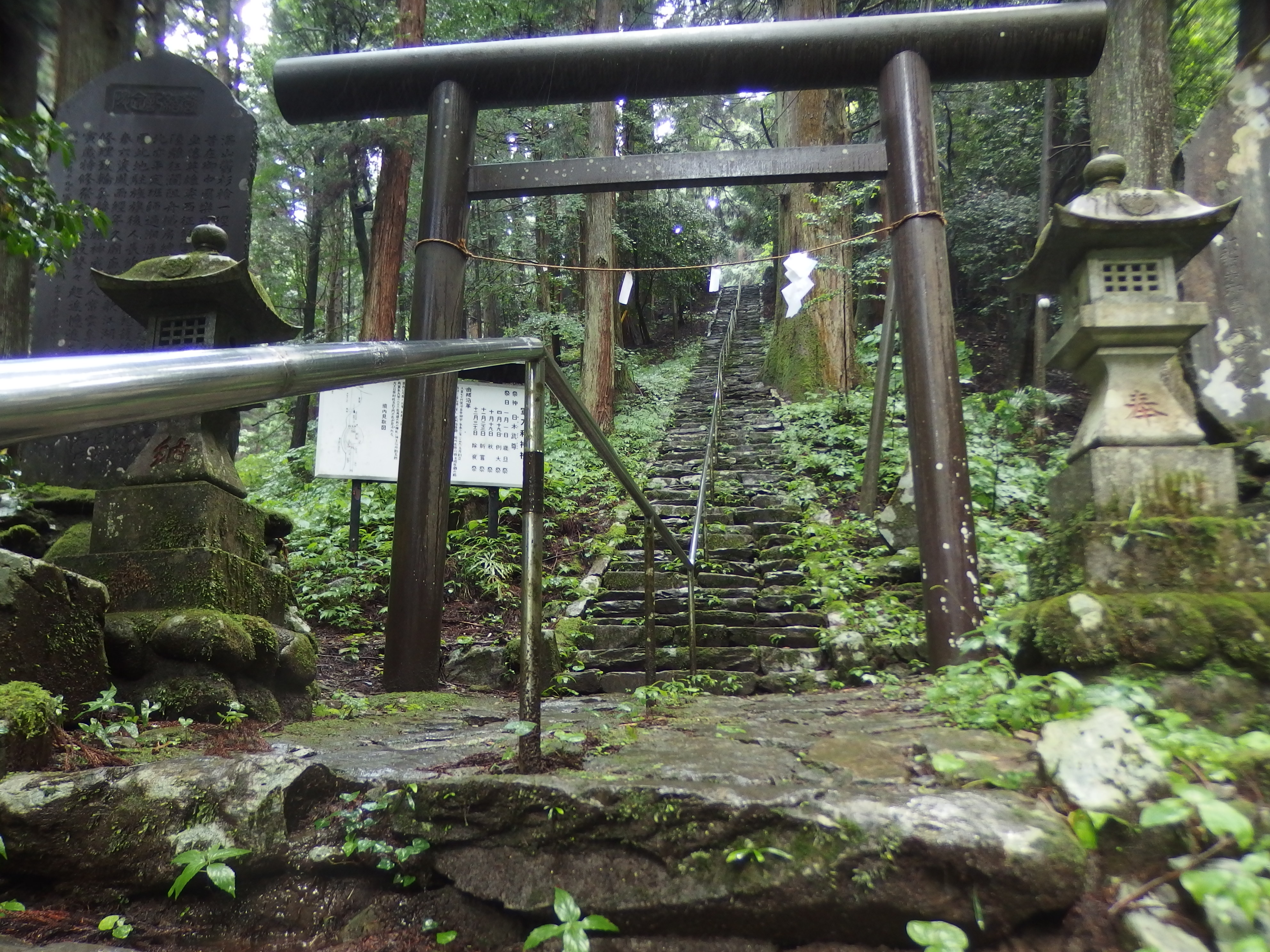
軍刀利神社。左車道は巻道
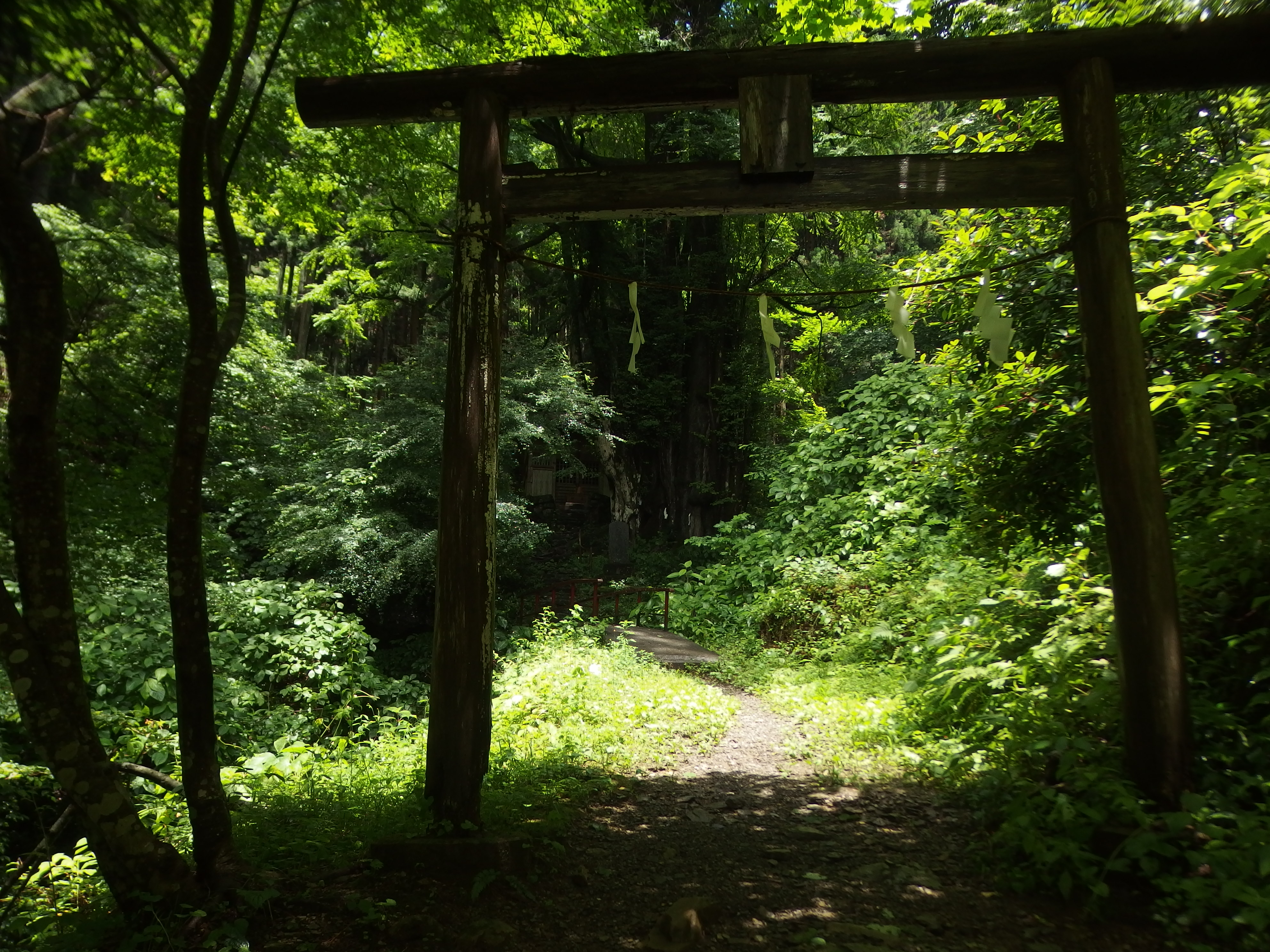
奥の院鳥居
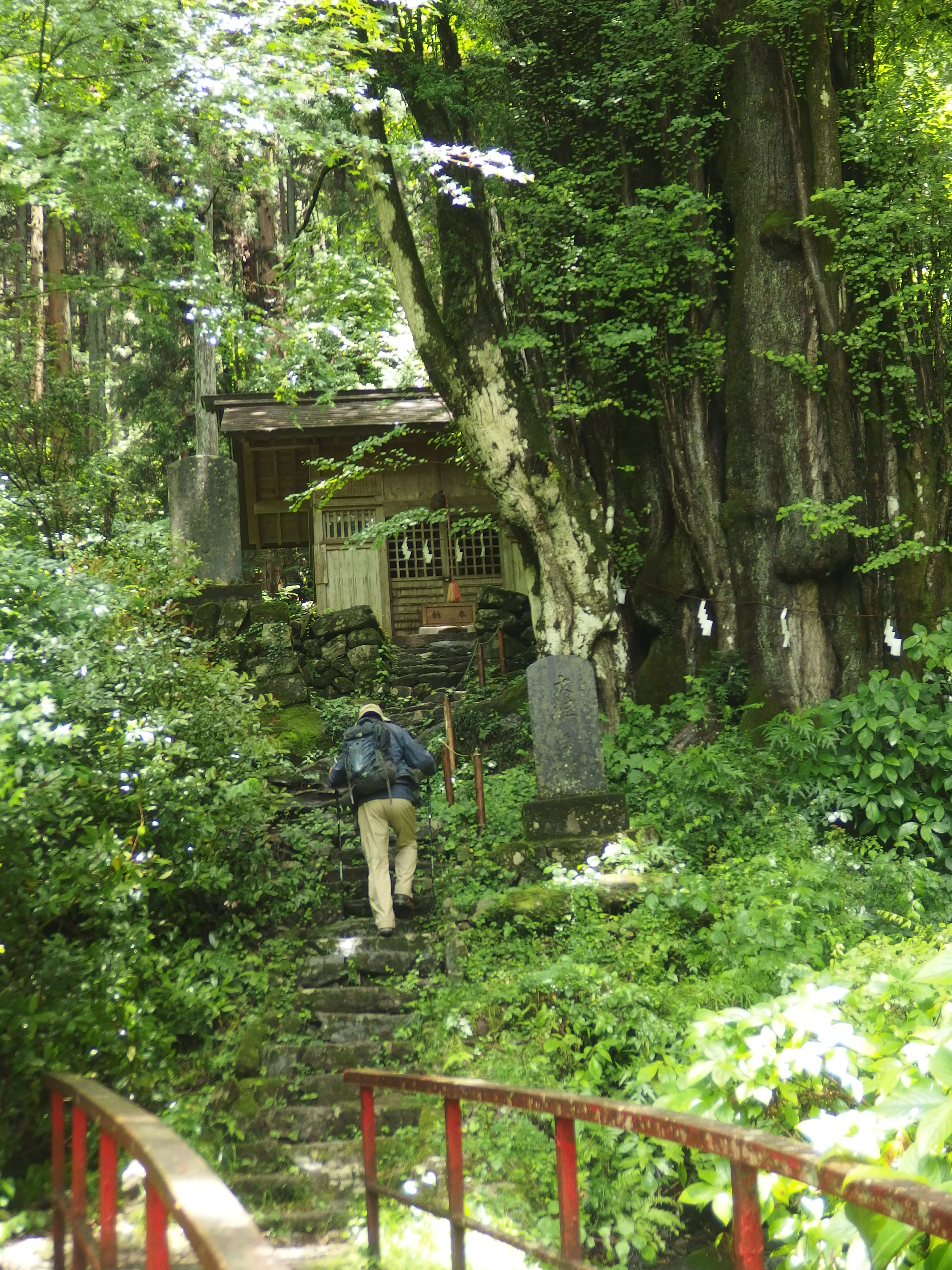
奥の院左に巻き渡渉すると登山道
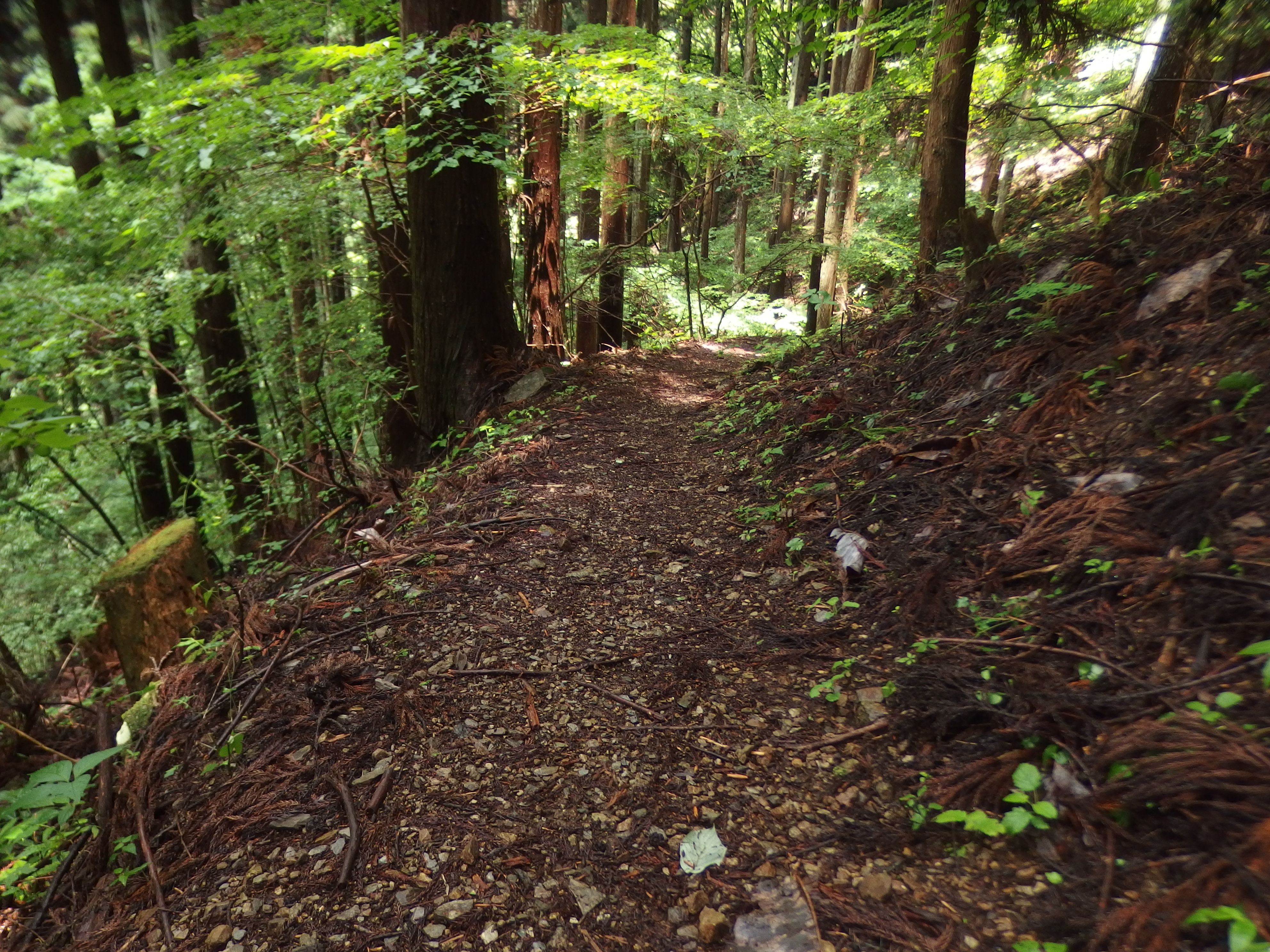
渡渉以降の登山道
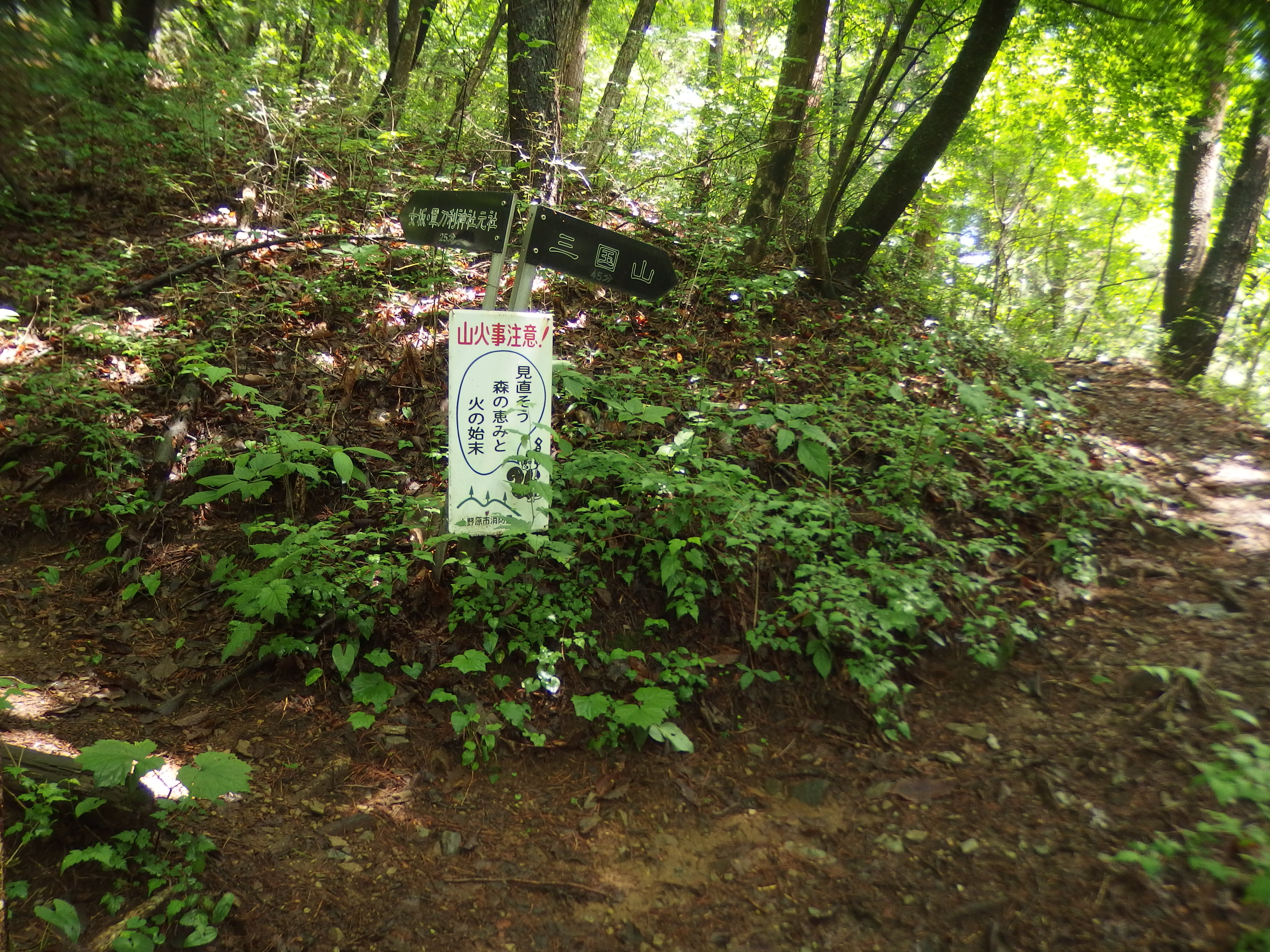
元社の道標（女道）
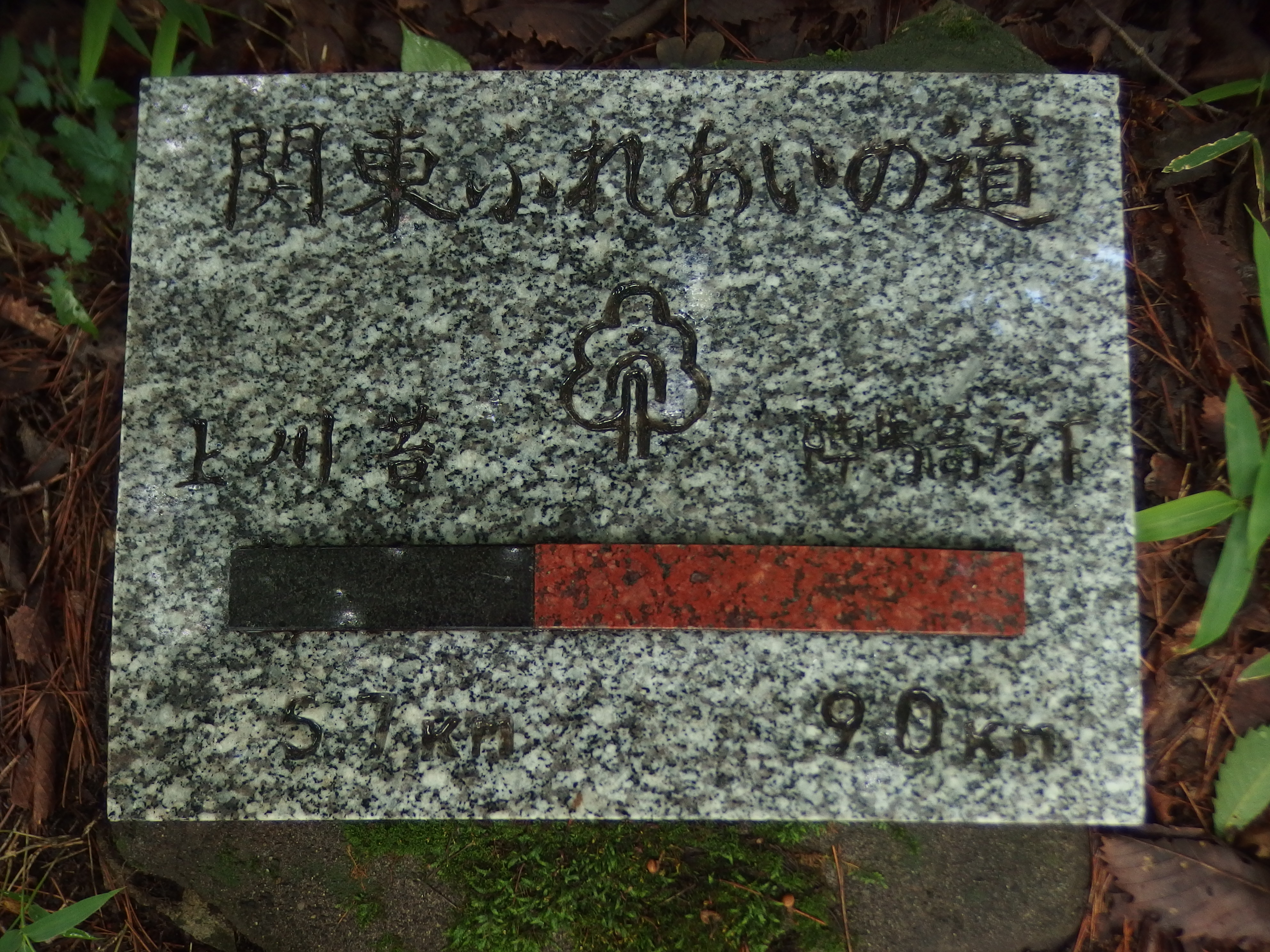
途中の関東ふれあいの道の石板
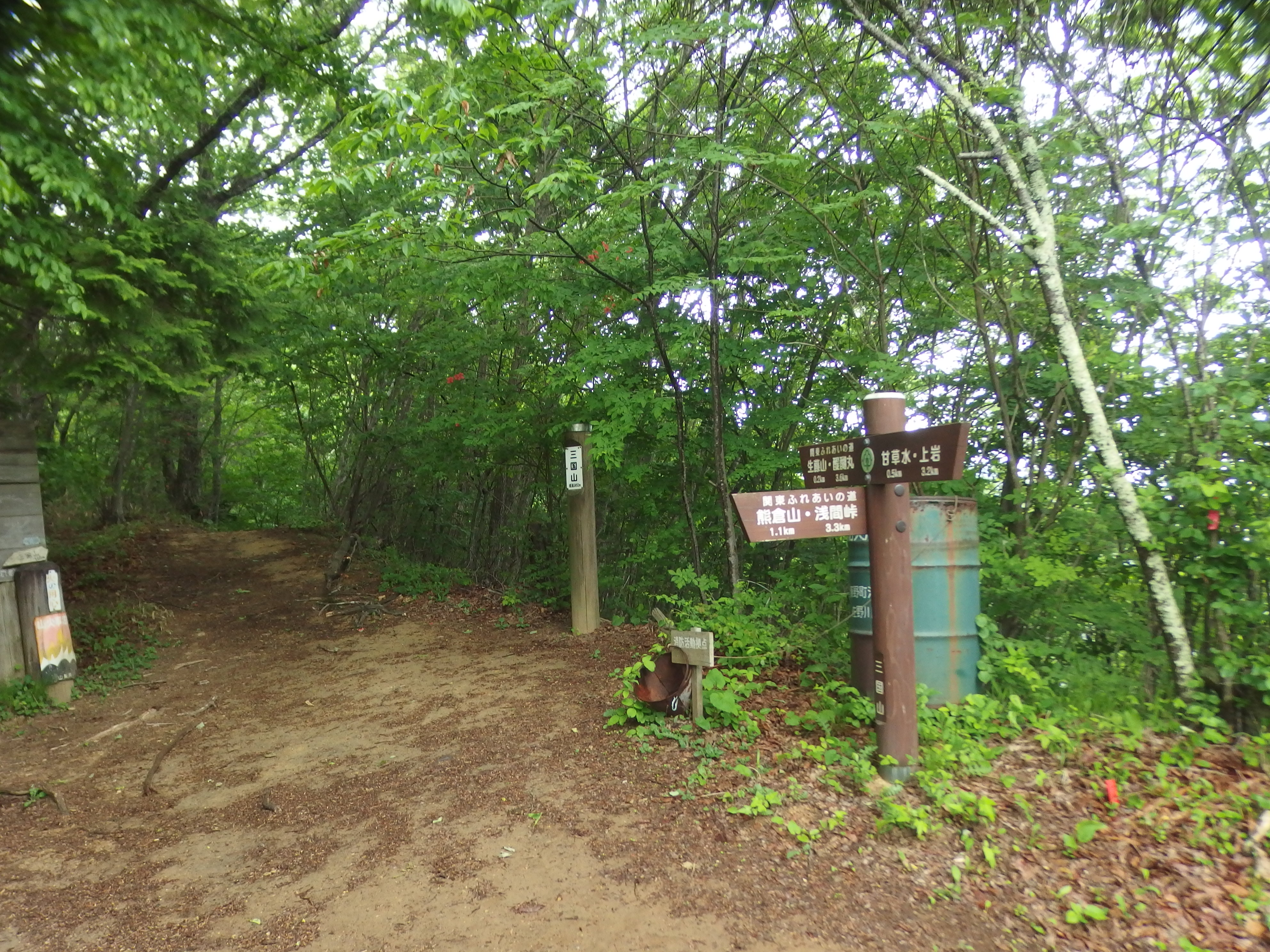
三国山

石楯尾神社前バス停から
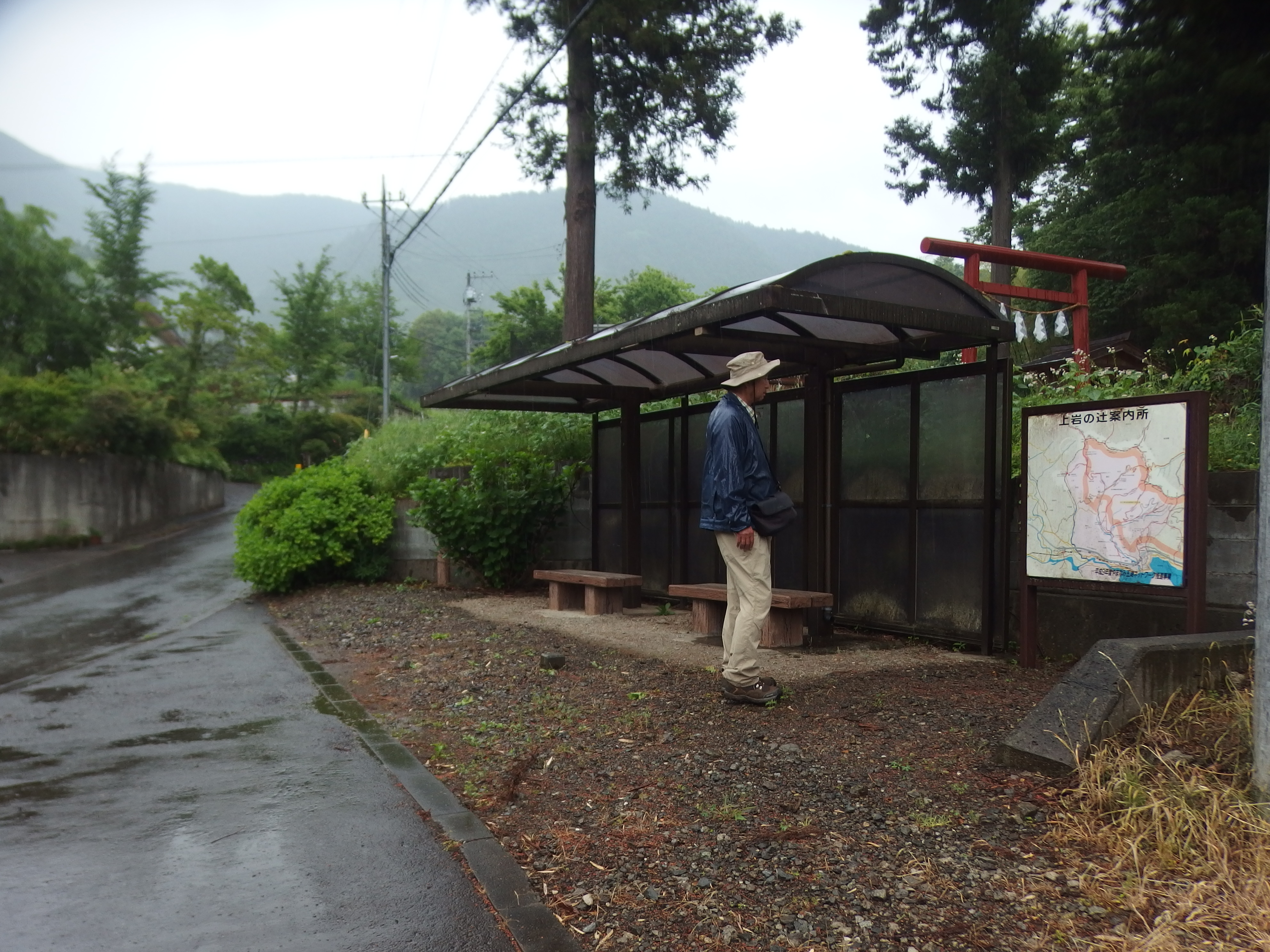
石楯尾神社バス停留所
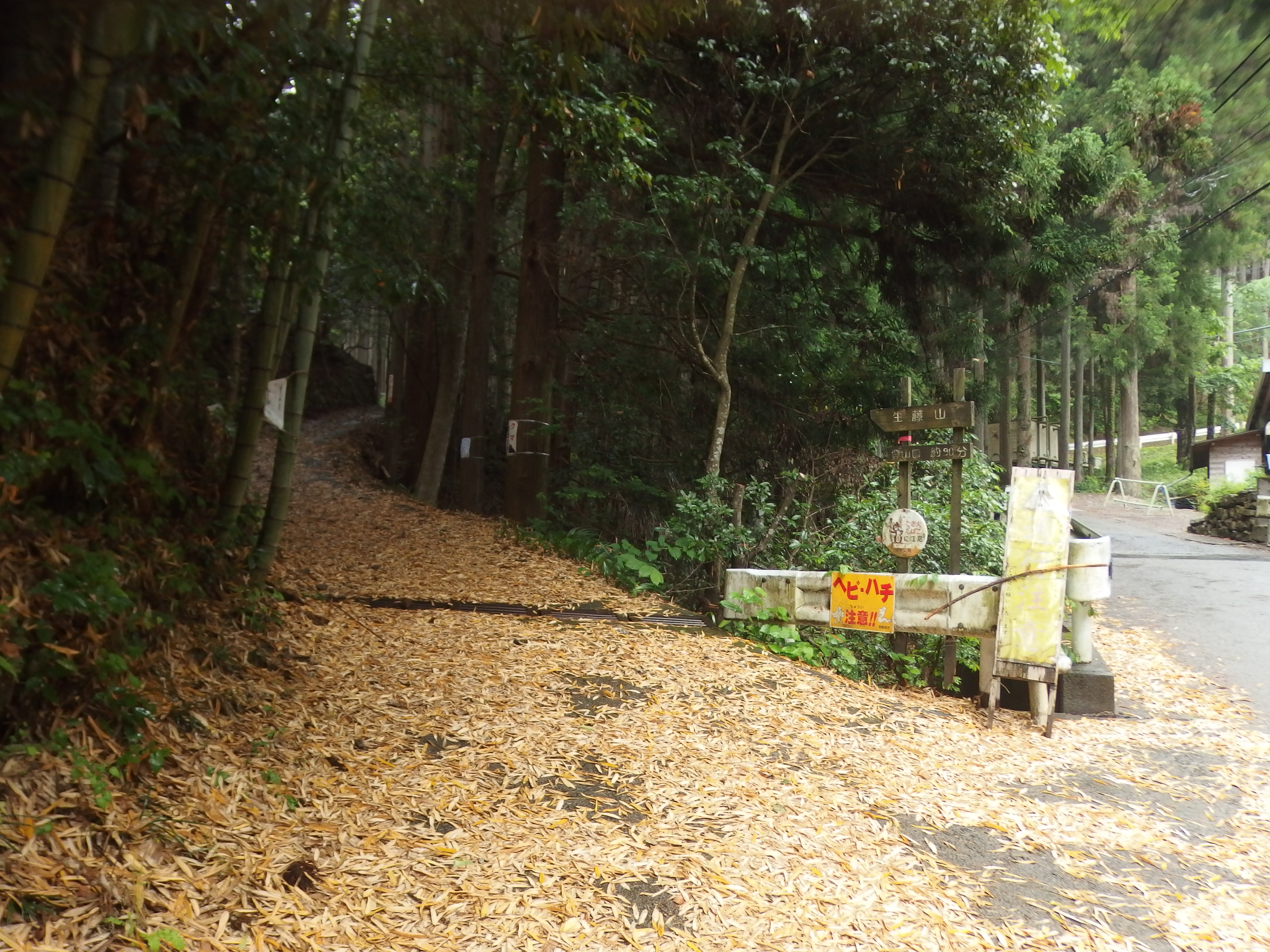
車道の分岐
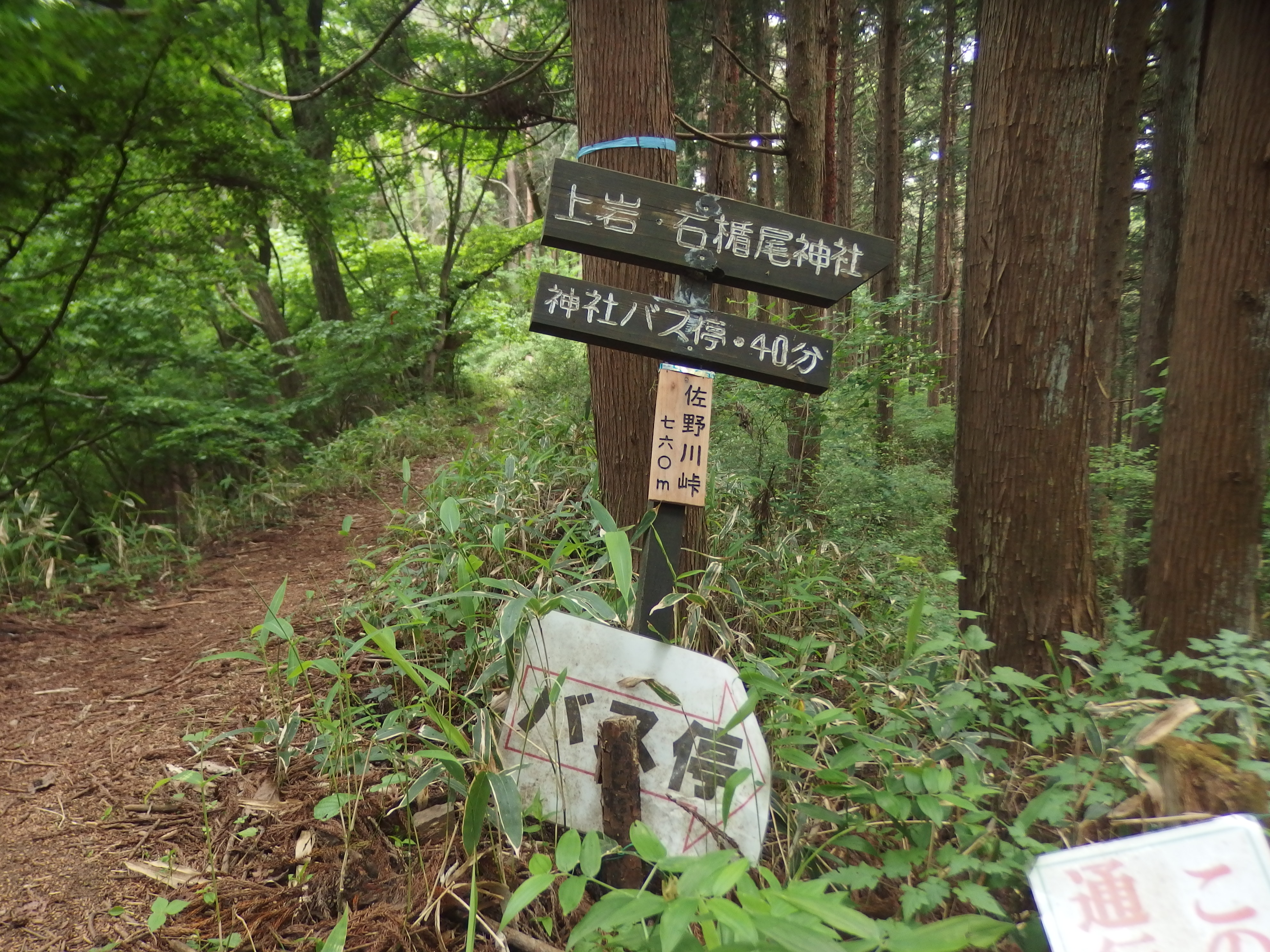
佐野川峠で鎌沢尾根道に合流
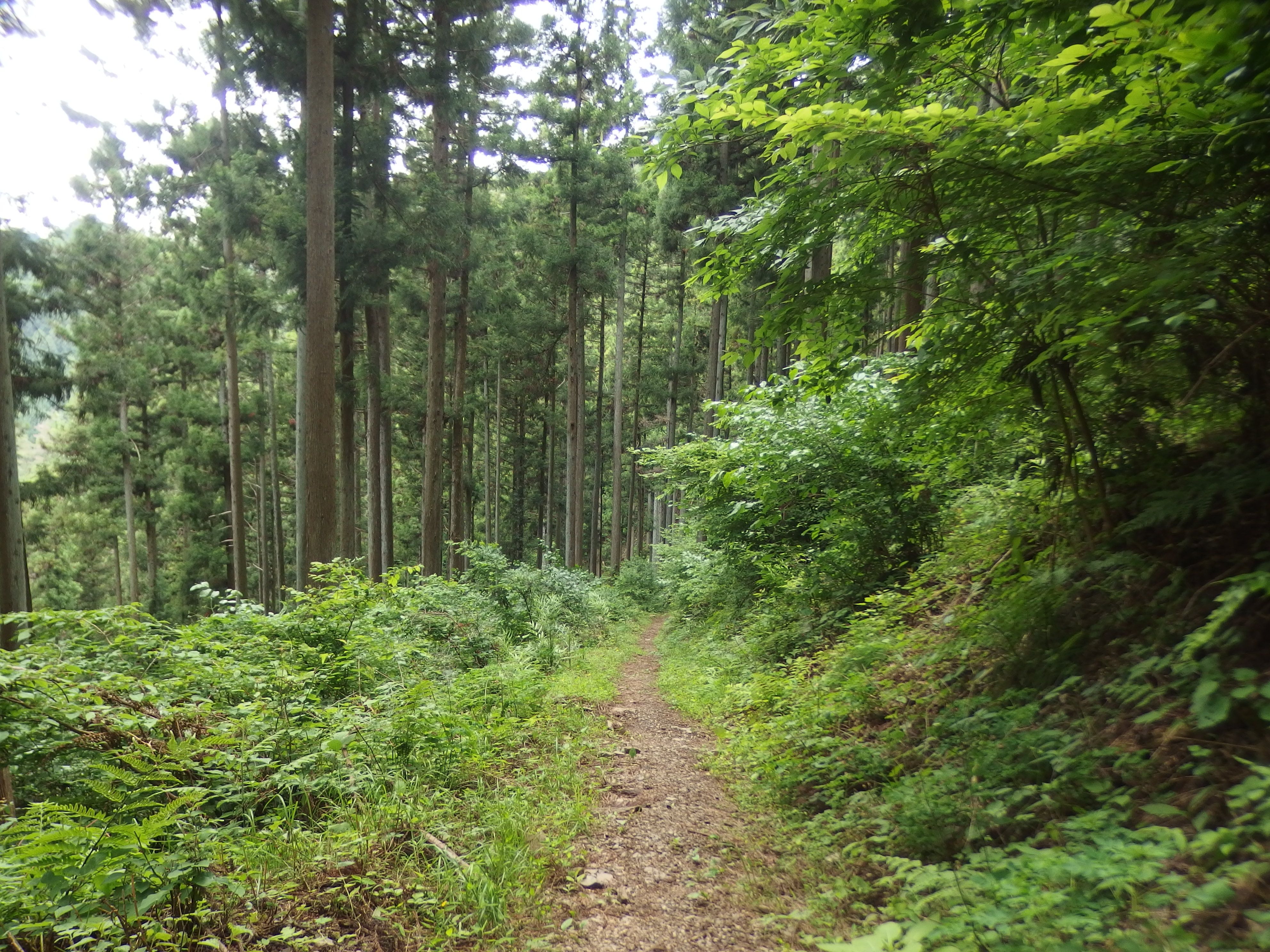
登山道
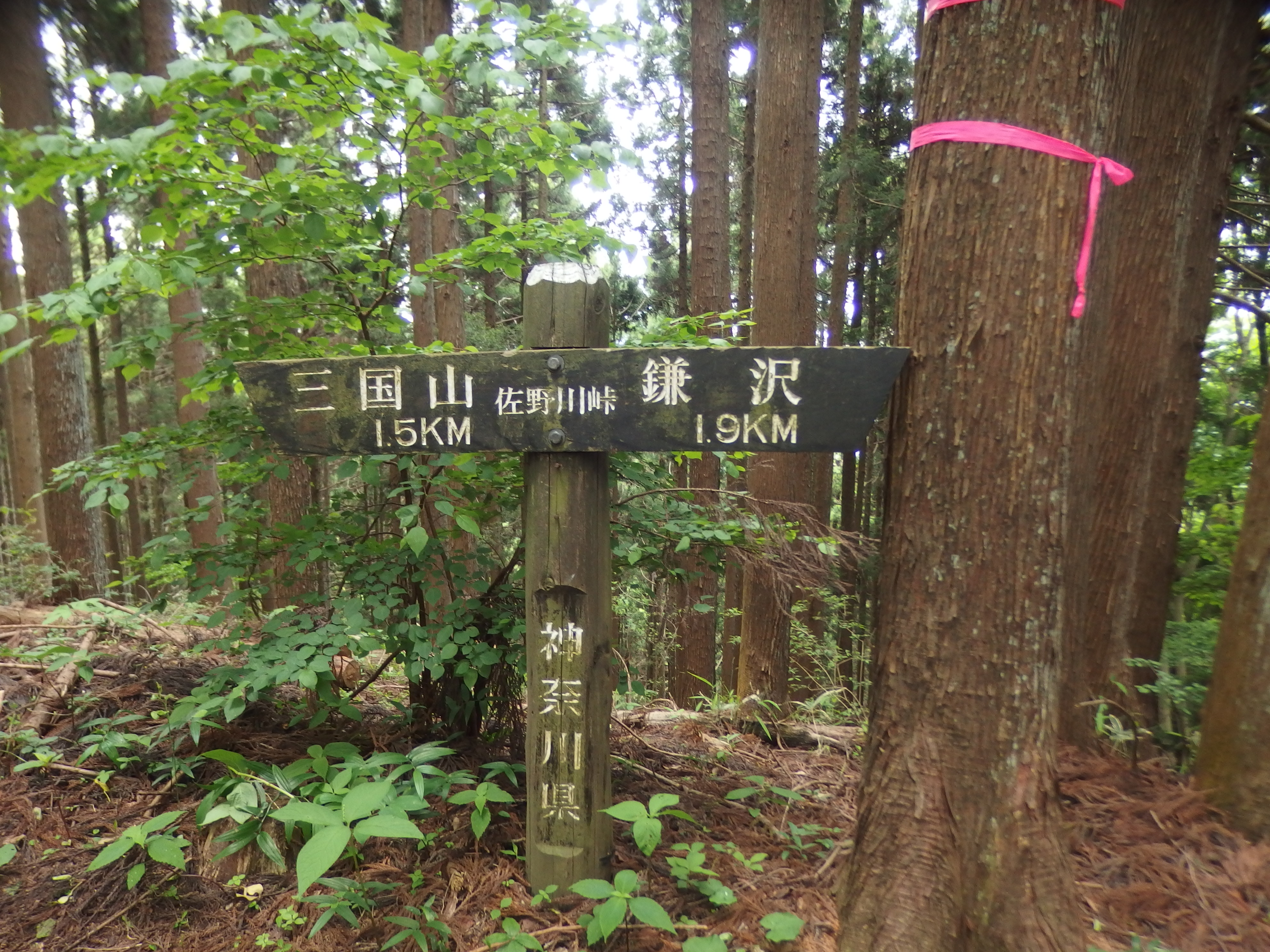
佐野川峠
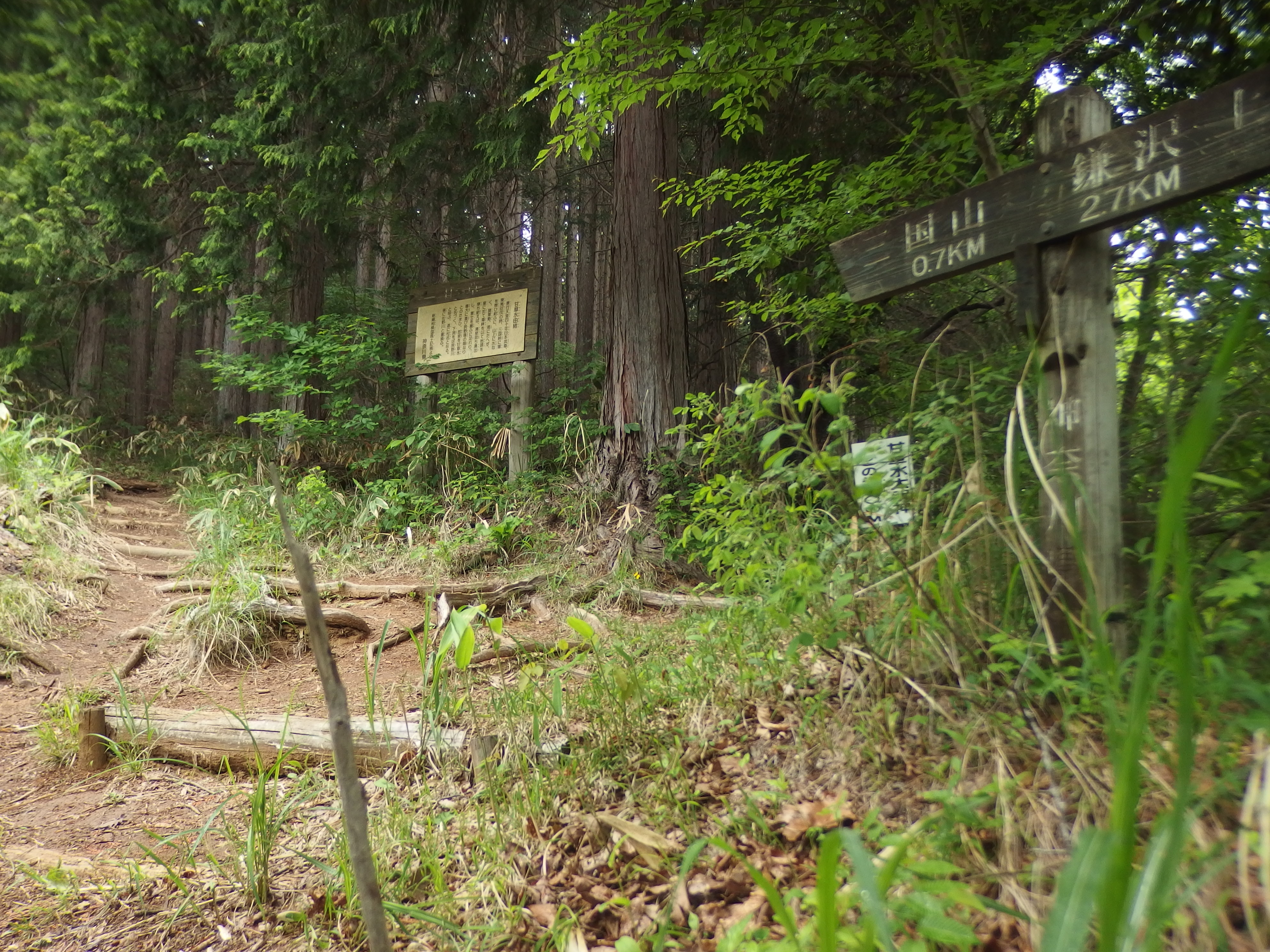
甘草水（かんぞうすい）
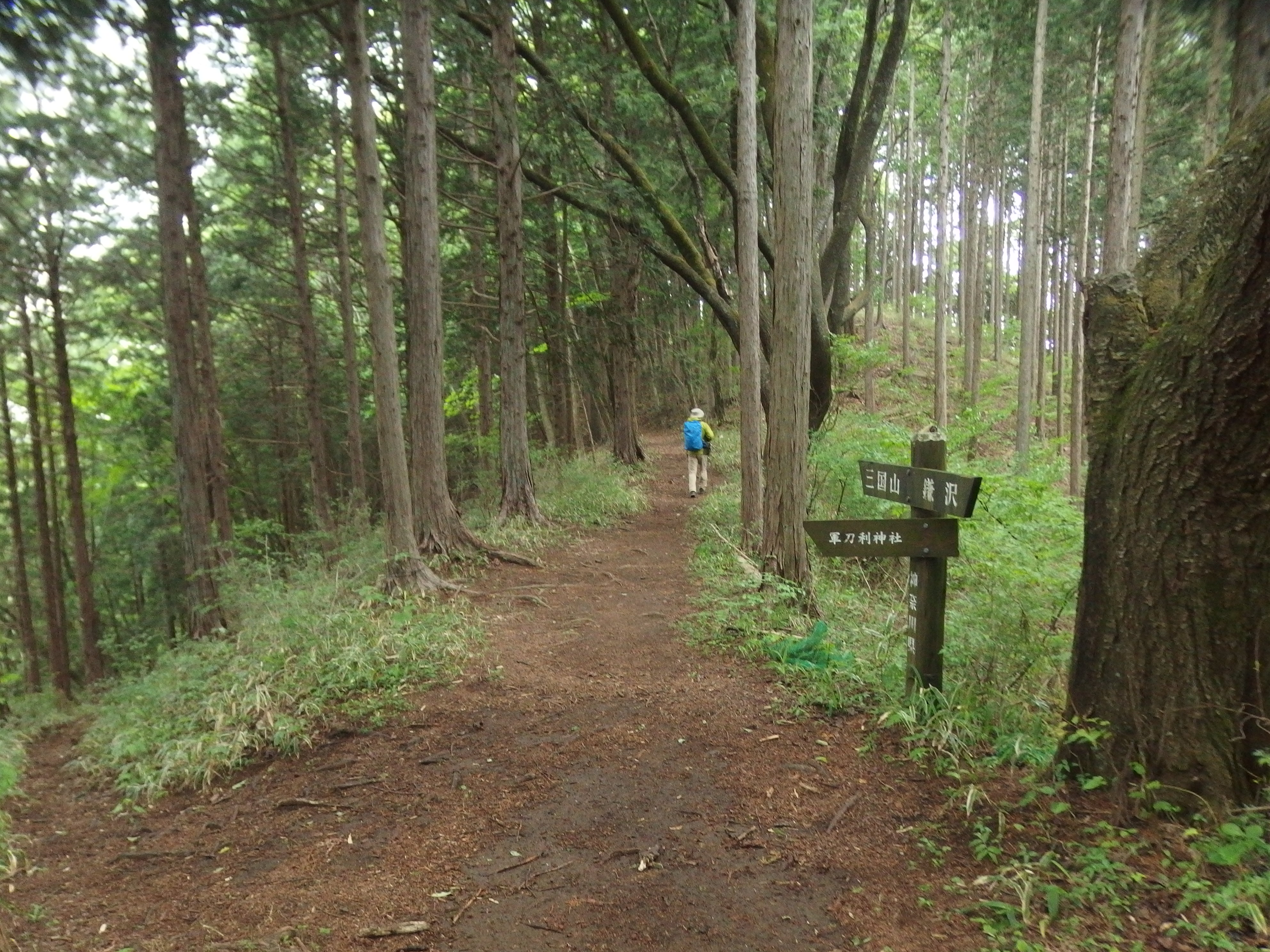
軍刀利神社口と合流
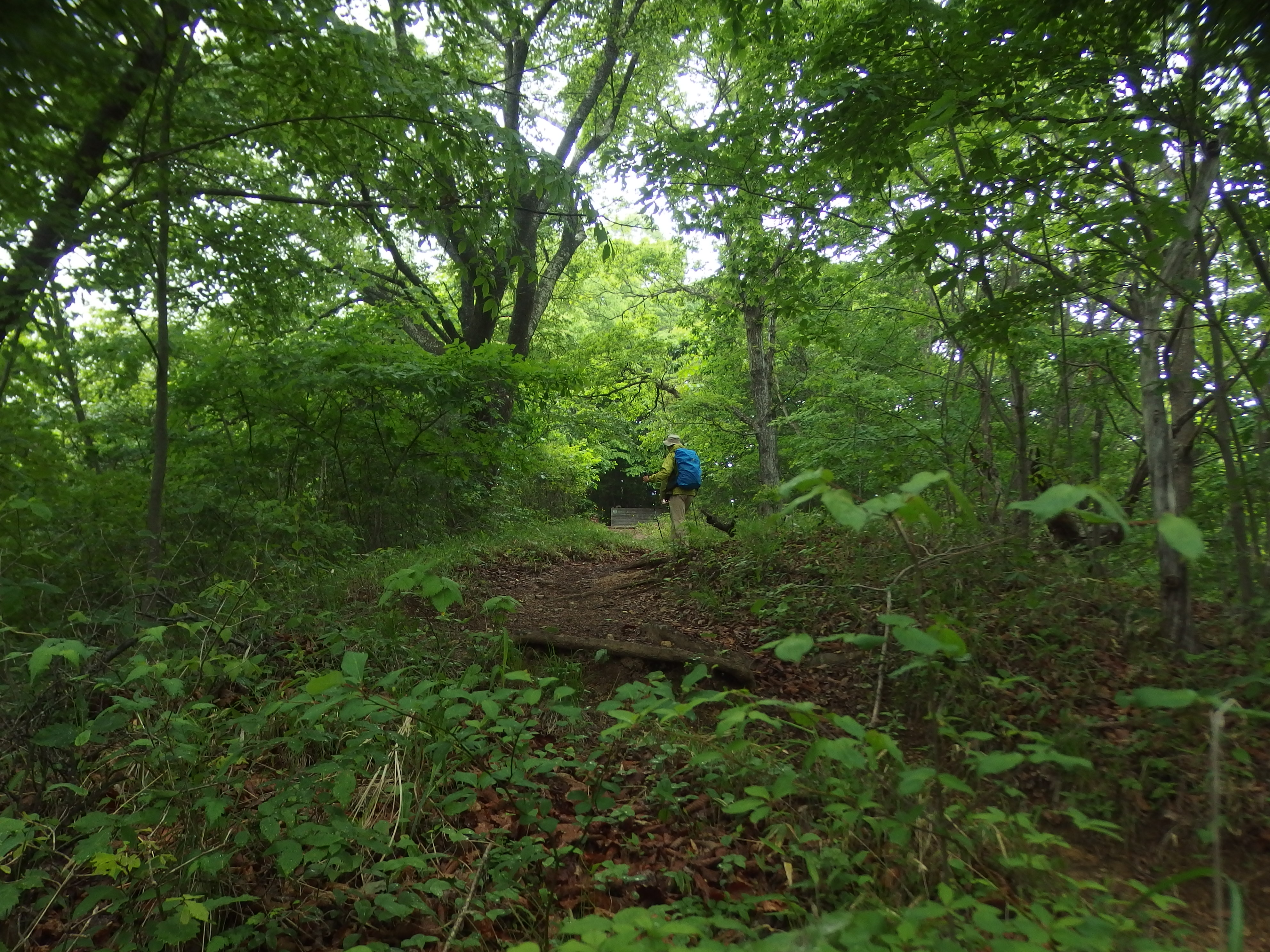
尾根道

### 登山上の注意点
- 東京都内では珍しいムササビの生息域である[都 3]。遊歩道の近くに巣穴を持つ個体もいる。
- 国定公園であり焚き火やキャンプは禁止されている。また、許可車両以外、オートバイをはじめ、マウンテンバイクなどの自転車も入山が禁止されている。

### 山頂域
山頂域（5号路より上部の地域）は大見晴園地と呼ばれている。眺望がよく関東の富士見百景に選定されている。初日の出の名所として知られ、例年1,500 - 2,000人が訪れ、入山規制が行われるほどにぎわう。しかし、新型コロナウイルス感染症拡大予防のため、2020年12月31日午後5時から2021年1月1日午前7時まで山頂域は閉鎖されることになった。

### 交通
鉄道利用
- 京王電鉄高尾線高尾山口駅下車
- JR東日本中央線（快速）高尾駅下車、京王電鉄高尾線乗換え
- 高尾山内：高尾登山電鉄がケーブルカーとエコーリフトを運行

ケーブルカーの清滝駅とリフトの山麓駅は隣接し、高尾登山電鉄の公式サイトではいずれも京王の高尾山口駅から徒歩5分と紹介されている。ケーブルカーの高尾山駅とリフトの山上駅はいずれも山の中腹（標高470 m付近）で、南側にある高尾山駅の方が高い。京王電鉄では自社の鉄道線と高尾登山電鉄のケーブルカーやリフトがセットで2割引になる「高尾山きっぷ」を販売し、観光客の誘致を進めている。
自動車利用
- 国道20号
- 首都圏中央連絡自動車道高尾山インターチェンジ

高尾山ICから祈祷殿駐車場までは約2 km。
国道20号沿いの八王子市営高尾山麓駐車場や高尾山薬王院祈祷殿駐車場には、自動車が数百台駐車することができる。特に混む期間は隣駅の高尾駅駐車場にも誘導される。しかし、国道20号やこれに平行する中央自動車道は元々渋滞の激しい道路である上、初詣で賑わう正月、新緑のゴールデンウィーク、秋の紅葉シーズンなどの繁忙期にはさらに混雑し、駐車場が見つからない危険性もあることから、八王子市では公共交通機関の利用を呼びかけている

## 高尾山の植物
周辺は非常に多くの種類の植物が自生しており、田中澄江により花の百名山に選定されている。代表する花としてフクジュソウを紹介している。

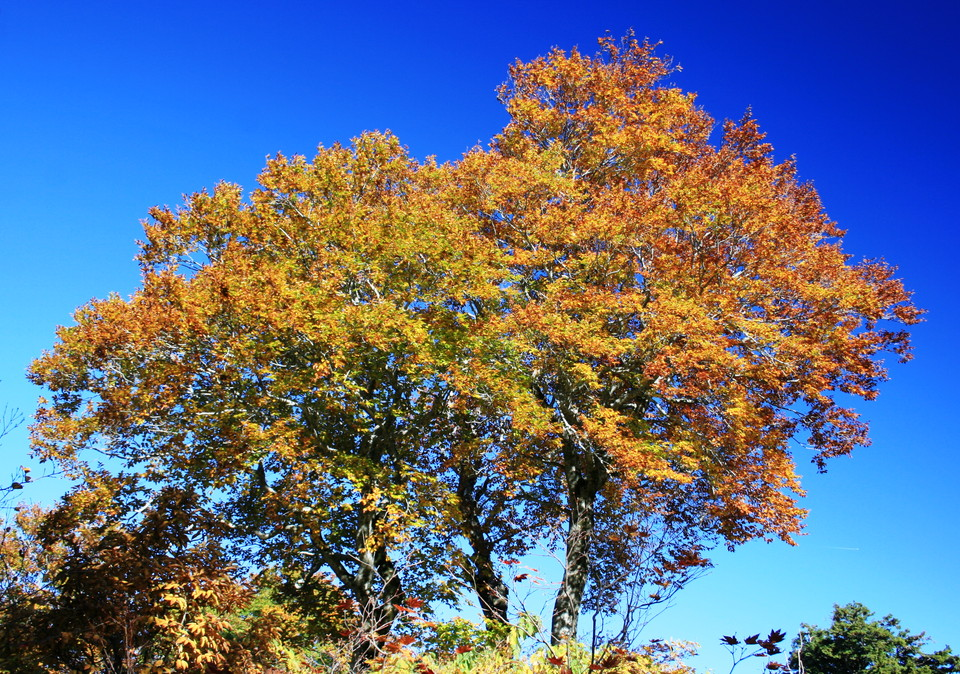
ブナ
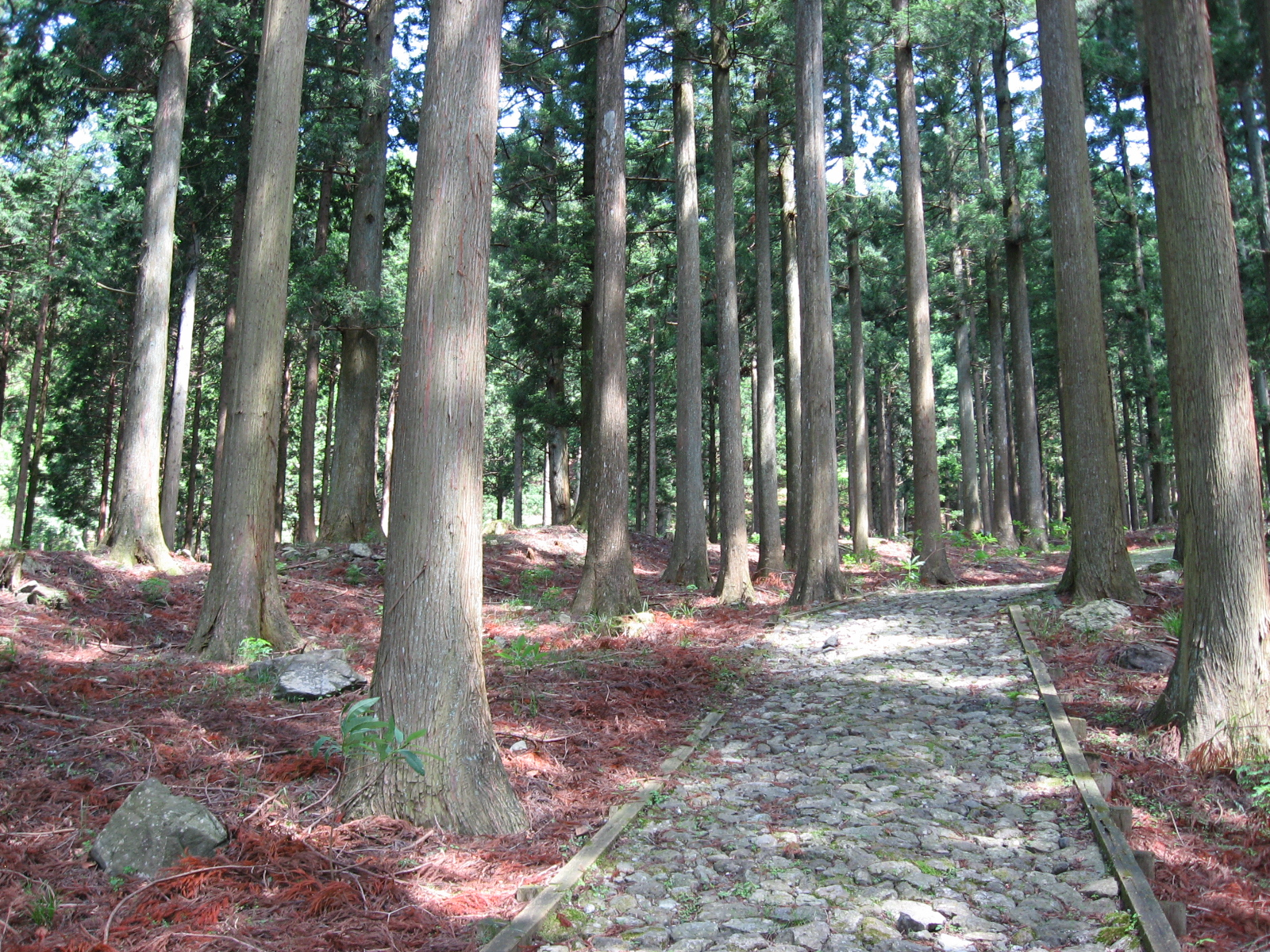
スギ
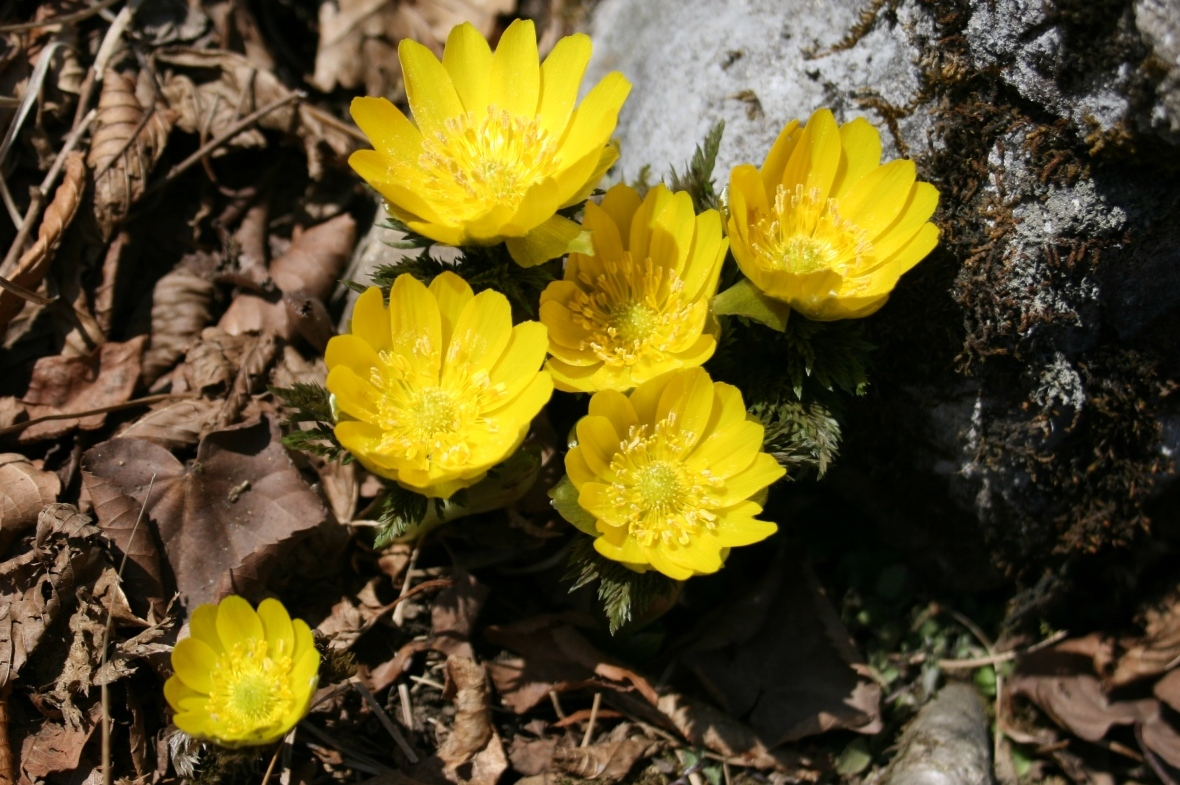
フクジュソウ
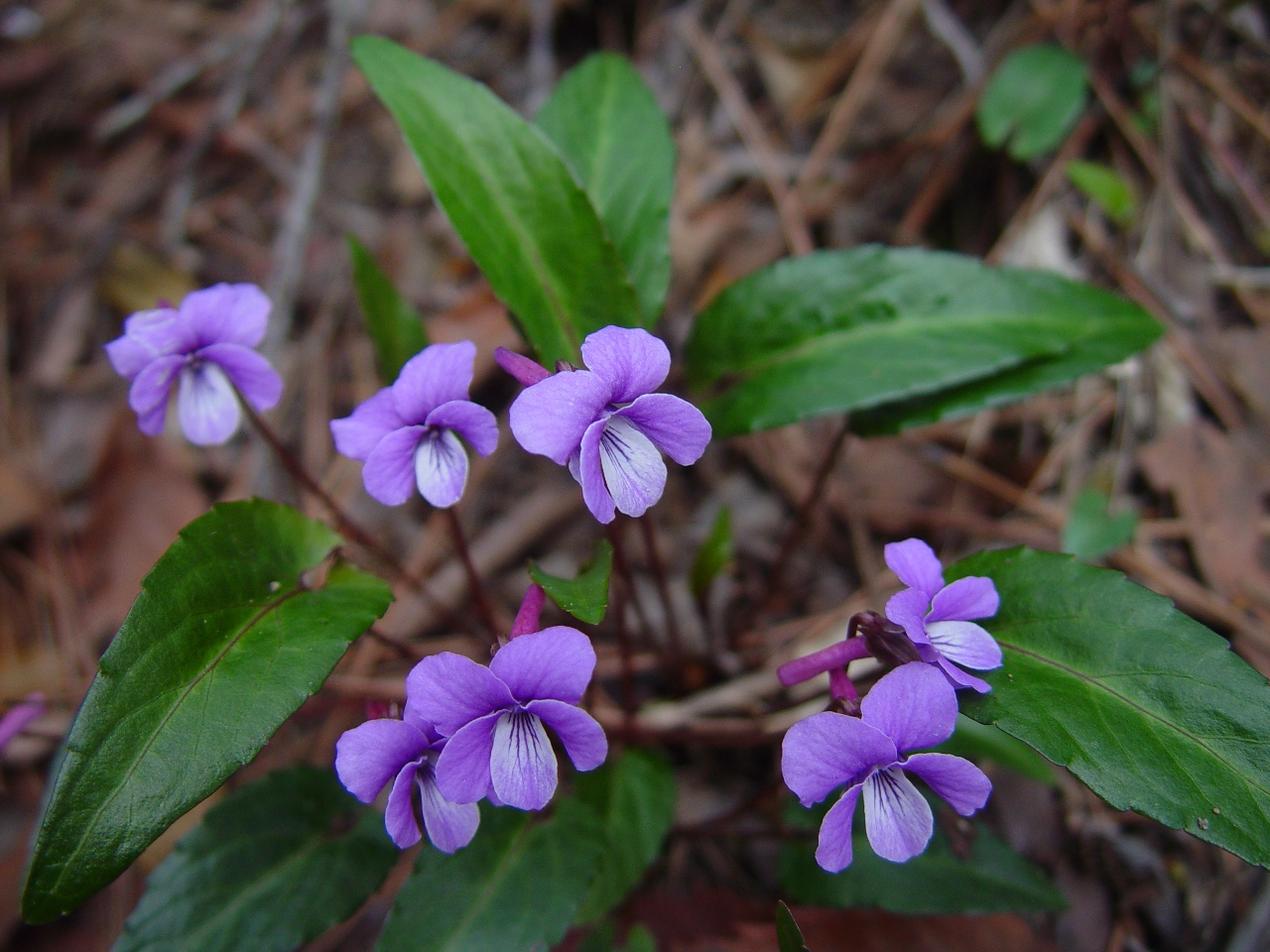
スミレ
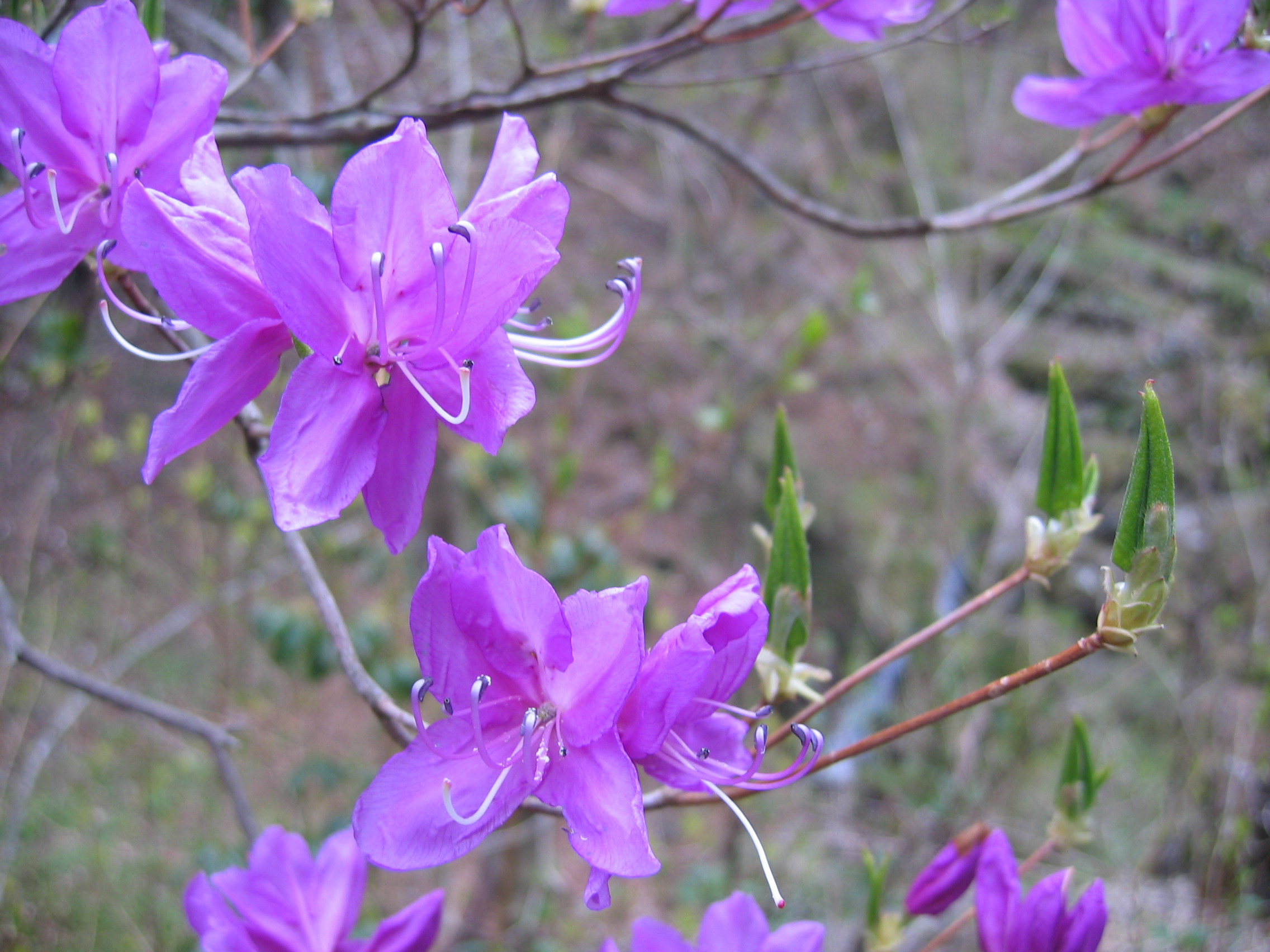
ミツバツツジ

### ブナ
高尾山にはブナ（イヌブナが黒っぽい幹なのでクロブナとも呼ぶのに対して、こちらをシロブナと呼ぶことがある）も見られるが、イヌブナの方が数が多い。ブナに比べ材質が劣るのでイヌブナと呼ばれるが、実はブナと同じように食用になり、鳥やリスの好物である。ブナと異なり、太い幹の周辺から「ヒコバエ」（幹の根元から生える枝）が多数出るのが特徴である。一般に、ブナはより寒冷地に、イヌブナはより温暖地に分布し、高尾山以外の周辺の山にはブナは皆無である。また、現存する高尾山のブナはいずれも樹齢200年を越える大木ばかりで、実生や稚樹、若木などはまったく見られない。

### スギ
薬王院境内を中心にスギの巨木が成育している。東京都指定天然記念物に指定されているスギ並木 や飯盛スギなどといった樹齢700年とも1,000年とも語られる巨木が何本も存在し、高尾山のシンボルとして古くから維持管理がなされてきた。こうした先人の努力は、薬王院への祈願が成就した参拝者が、杉苗料として金銭を奉納する慣習と残されていることからも窺い知れる。
薬王院の境内外は国有林となっており、ここにもスギ林は広がっている。一丁平に向かう歩道の脇には、江戸時代に韮山代官であった江川英龍が植えた人工林（江川スギ、2009年（平成21年）の段階で樹齢147年）が現存している。

### 高尾山で最初に発見された植物
| 番号 | 和名                         | 科名           |
| ---- | ---------------------------- | -------------- |
| 1    | アカコミヤマスミレ           | スミレ科       |
| 2    | アケボノミヤマシキミ         | ミカン科       |
| 3    | アケボノオオフジイバラ       | バラ科         |
| 4    | アサカワソウ                 | イネ科         |
| 5    | アズマナシ                   | バラ科         |
| 6    | イトホロシ                   | ナス科         |
| 7    | ウスゲヌスビトハギ           | マメ科         |
| 8    | ウスベニアカショウマ         | ユキノシタ科   |
| 9    | ウスベニニリンソウ           | キンポウゲ科   |
| 10   | エダウチミゾシダ             | オシダ科       |
| 11   | オオツクバネガシ             | ブナ科         |
| 12   | オオツルウメモドキ           | ニシキギ科     |
| 13   | オンガタイノデ               | オシダ科       |
| 14   | オンガタヒゴタイ             | キク科         |
| 15   | キイロミミガタテンナンショウ | サトイモ科     |
| 16   | キランニシキゴロモ           | シソ科         |
| 17   | ケタニタデ                   | アカバナ科     |
| 18   | ケヒメカンスゲ               | カヤツリグサ科 |
| 19   | コボトケスミレ               | スミレ科       |
| 20   | サツキヒナノウスツボ         | ゴマノハグサ科 |
| 21   | シロバナオオジャノヒゲ       | ユリ科         |
| 22   | シロバナヒナスミレ           | スミレ科       |
| 23   | シロバナフクシマシャジン     | キキョウ科     |
| 24   | シロミノアオキ               | ミズキ科       |
| 25   | ジンバイカリソウ             | メギ科         |
| 26   | ジンバホウチャクソウ         | ユリ科         |
| 27   | タカオイノデ                 | オシダ科       |
| 28   | タカオコバノガマズミ         | スイカズラ科   |
| 29   | タカオシケチシダ             | オシダ科       |
| 30   | タカオスゲ                   | カヤツリグサ科 |
| 31   | タカオスミレ                 | スミレ科       |
| 32   | タカオヒゴタイ               | キク科         |

| 番号 | 和名                           | 科名           |
| ---- | ------------------------------ | -------------- |
| 33   | タカオフウロ                   | フウロソウ科   |
| 34   | タカオホオズキ                 | ナス科         |
| 35   | タカオホロシ                   | ナス科         |
| 36   | タカオヤブマオ                 | イラクサ科     |
| 37   | タカオワニグチソウ             | ユリ科         |
| 38   | タルミヤシャブシ               | カバノキ科     |
| 39   | トガリシオデ                   | ユリ科         |
| 40   | トラノオジソ                   | シソ科         |
| 41   | ナガバノアケボノスミレ         | スミレ科       |
| 42   | ナガホハナタデ                 | タデ科         |
| 43   | ヒナゲシオカスミレ             | スミレ科       |
| 44   | ヒレノブキ                     | キク科         |
| 45   | フイリイナモリソウ             | アカネ科       |
| 46   | フイリタマアジサイ             | ユキノシタ科   |
| 47   | ベニガクウツギ                 | ユキノシタ科   |
| 48   | ボウズシラヤマギク             | キク科         |
| 49   | ボウズチカラシバ               | イネ科         |
| 50   | ホウチャクチゴユリ             | ユリ科         |
| 51   | ホシザキイナモリソウ           | アカネ科       |
| 52   | ホソバノミミガタテンナンショウ | サトイモ科     |
| 53   | マルバカシワバハグマ           | キク科         |
| 54   | ミドリミツバウツギ             | ミツバウツギ科 |
| 55   | ミヤマクマザサ                 | イネ科         |
| 56   | ムラサキイチリンソウ           | キンポウゲ科   |
| 57   | ムラサキオニシバリ             | ジンチョウゲ科 |
| 58   | ヤエキツネノカミソリ           | ヒガンバナ科   |
| 59   | ヤグルマカエデ                 | カエデ科       |
| 60   | ヤブザクラ                     | バラ科         |
| 61   | ヤマミゾソバ                   | タデ科         |
| 62   | ヨウラククサアジサイ           | ユキノシタ科   |
| 63   | レモンエゴマ                   | シソ科         |

## トピック

### ナイキ タカオ
ナイキの靴で「タカオ」というものがある。アメリカからナイキの開発者が「ある程度整えられたフィールド」を歩くための靴を開発するために高尾山へやってきたとき、重い頑丈な靴を履いた人ばかりを見た。そのような靴は、急斜面や荒れた路面を重い荷物を背負って歩くために作られたもので、高尾山のような、ゆるい、ある程度整えられた道を歩くのには適していなかった。そこで、頂上までの距離が短い高尾山のようなハイキングコースを歩くために作られたのが「ナイキ タカオ」である。 発展モデルとして「テング」も発売されている。

### 高尾山天狗裁判
1984年、首都圏の自動車交通状況の改善、特に東京都心部の中央環状線を中心とした首都高速道路の渋滞緩和を目的に首都圏中央連絡自動車道（圏央道）構想が国（建設省）から提起され、そのルートが高尾山にかかることが示されると、自然保護団体や一部の八王子市民から強い反発が起こり、1988年には「高尾山の自然をまもる市民の会」（以下「市民の会」）が結成され、自然保護を中心とした建設反対運動が組織された。
2000年には6つの自然保護団体と住民1060人が原告となり、国と日本道路公団に対して工事の一部差し止めを求める住民訴訟が提起され
、高尾山の天狗伝説にちなんで「高尾山天狗裁判」と呼ばれた。
この反対運動には朝日新聞の「天声人語」執筆担当や日本エッセイスト・クラブ理事長なども務めたコラムニストの辰濃和男なども支援した。
2008年1月27日投票の八王子市長選挙では、「市民の会」事務局長の橋本良仁 が6万3540票（得票率42.81パーセント）を獲得したが、現職市長（当時）の黒須隆一に敗れた。
「高尾山天狗裁判」は圏央道の事業認定取り消しを求める別の裁判と一括審理になった後、2010年9月1日に東京地方裁判所（八木一洋裁判長）は原告側の請求を退け、2002年に着工していた高尾山トンネルを含む圏央道の建設を認めた。原告団は控訴したが、圏央道開通後の2012年7月9日に東京高等裁判所はこれを棄却し、東京地裁判決の原告敗訴が確定した。
その後も「市民の会」は活動を続け、訴訟時に指摘した地下水脈の減少による井戸の枯渇などについて高尾山で調査・監視活動を継続するとともに、この訴訟の経験を公開・公刊し、2000年からは道路建設や自動車公害に反対する各地の住民運動組織が加盟する「道路住民運動全国連絡会」（道路全国連）の事務局業務も担当している。

## 高尾山に関連する作品

### 漫画
- 『高尾の天狗と脱・ハイヒール』竹書房、2015年（平成27年）、ISBN 978-4801950740
- ヤマノススメ
- 磯部磯兵衛物語〜浮世はつらいよ〜
- 高尾の天狗とミドリの平日

### テレビドラマ
- ハコイリムスメ!

### テレビアニメ
- おそ松さん
- Re:ステージ! ドリームデイズ♪

## 関連図書
- 『東京都の山』山と溪谷社、2005年（平成17年）、ISBN 978-4-635-02312-2
- 『高尾山自然観察ガイド』山と溪谷社、2005年（平成17年）、ISBN 978-4-635-42033-4
- 『高尾・陣馬 2010年版（山と高原地図27）』昭文社、2010年（平成22年）、ISBN 978-4-398-75707-4

### 施設など
- 明治の森高尾国定公園
- 高尾山薬王院
- 高尾登山電鉄
- 京王高尾山温泉
- TAKAO 599 MUSEUM

### 交通・地理
- 京王高尾線・高尾山口駅・高尾駅
- 関東山地・秩父山地・花の百名山
- 東海自然歩道
- 日本百景・関東の富士見百景・八王子八十八景・関東百名山
- 東京都の観光地・ミシュランガイド#観光ガイド
- 城山 - ここで関東ふれあいの道と合流する。
- 小仏峠 - となりの峠。
- 景信山 - となりの山。
- 陣馬山 - 峠にある茶店の裏手に登山道がある
- 和田峠
- 笹尾根縦走路 - 三頭山、「東京都檜原都民の森」登山口につながる。
- 奥高尾縦走路 - 市道山、「今熊山」登山口につながる。
- 関東ふれあいの道 - 生藤山、「石楯尾神社前」登山口につながる。
- 大山 - 東京都の高尾山に対し、神奈川県内で最大の登山者数を誇る。